# الحرف اليدوية الإيرانية
الحرف اليدوية الإيرانية هي الحرف اليدوية أو الأعمال المصنوعة يدويًا والتي نشأت في إيران .

## صناعة السلال والخوص
- بورياباف حصير أو نسيج من الخيزران، يُستخدم في صنع حصائر الأرضية، الكراسي، والمروحات.

- كابو (سلة) منسوجة من أوراق النخيل.

- توتان (قارب) محلي مصنوع من أوراق التبغ، يوجد في منطقة بحيرة هامون.

## السجاد والبسط
- السجاد الفارسي
  - سجادة آباده، نوع من السجاد ذو نقش ماسي كبير
  - سجاد أفشار، سجاد من قبيلة أفشار التركية
  - سجادة أردبيل، اسم لسجادتين صفويتين مشهورتين مختلفتين أصبحتا أسلوبًا[1]
  - دلماغاني، أقدم مصنع للسجاد اليدوي الموجود
  - جابة، نوع من السجاد البدوي الفارسي
  - سجادة حريز، نوع من السجاد ذو نحاس في الصوف وأنماط جريئة مع ميدالية كبيرة
  - سجادة شيراز، نوع من السجاد الفارسي
  - سجادة تبريز، نوع من السجاد الموجود في تبريز

- الكليم ، سجادة مسطحة منسوجة أو نسيج[2]

- Zili [زیلو]، نوع من الكليم

- سوماك، سجادة مسطحة منسوجة، أو فراش، أو نسيج؛ نسج أقوى وأكثر سمكًا من الكليم

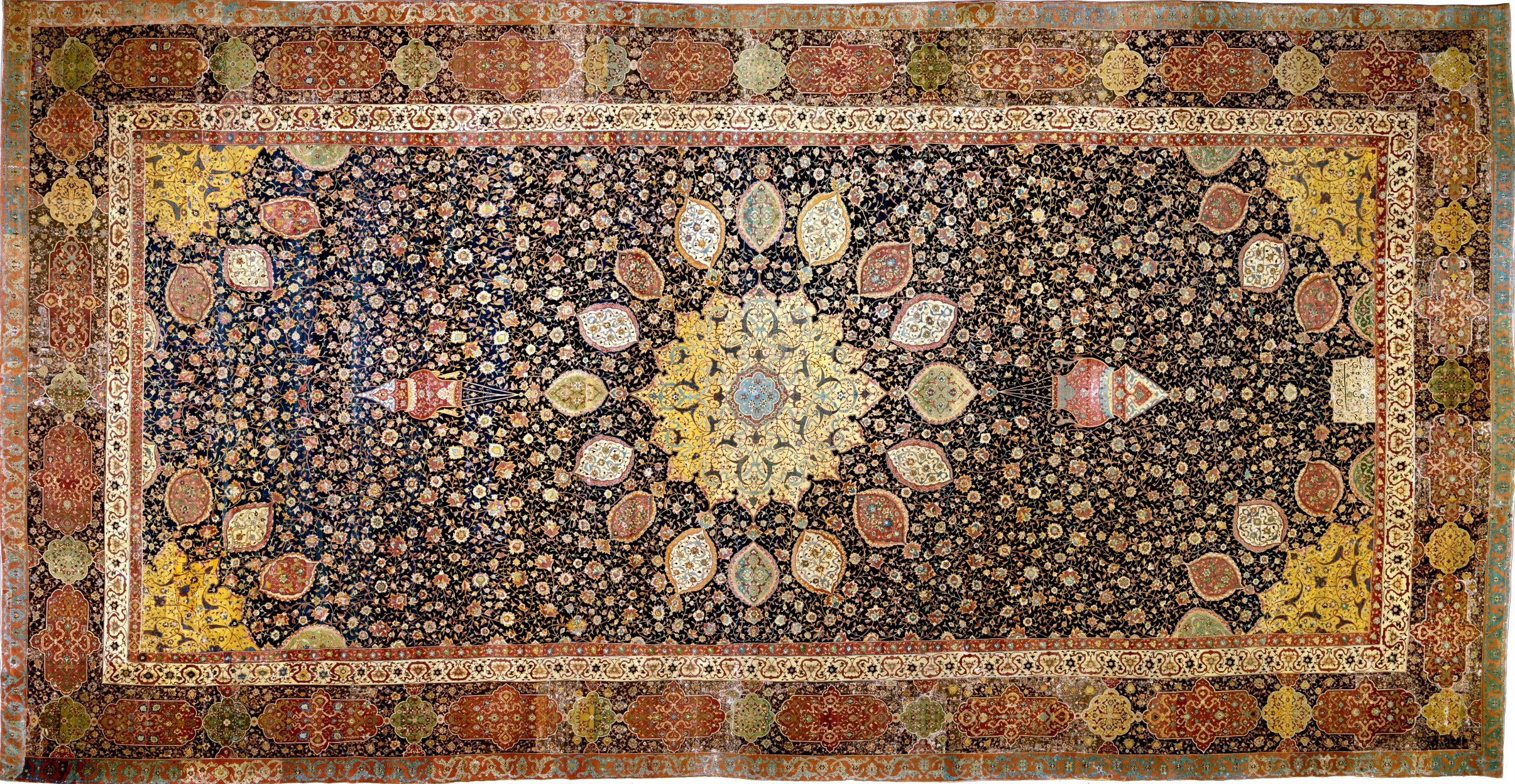
سجادة أردبيل
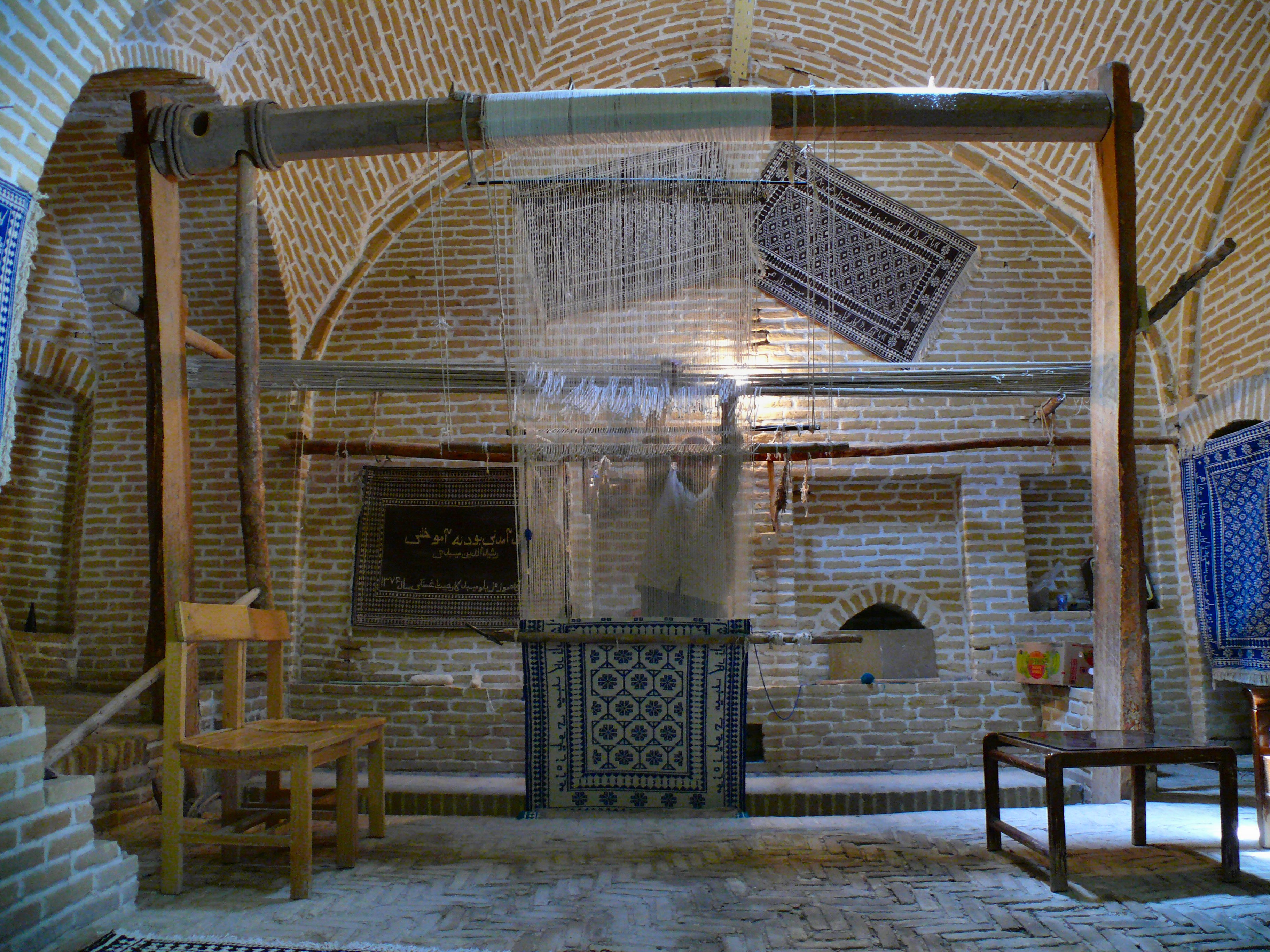
نسج السجاد في خان في ميبود
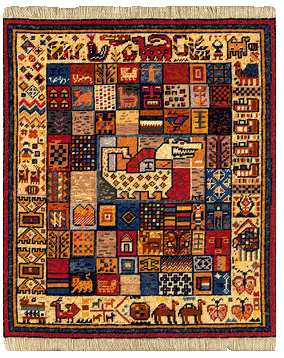
سجادة جابة
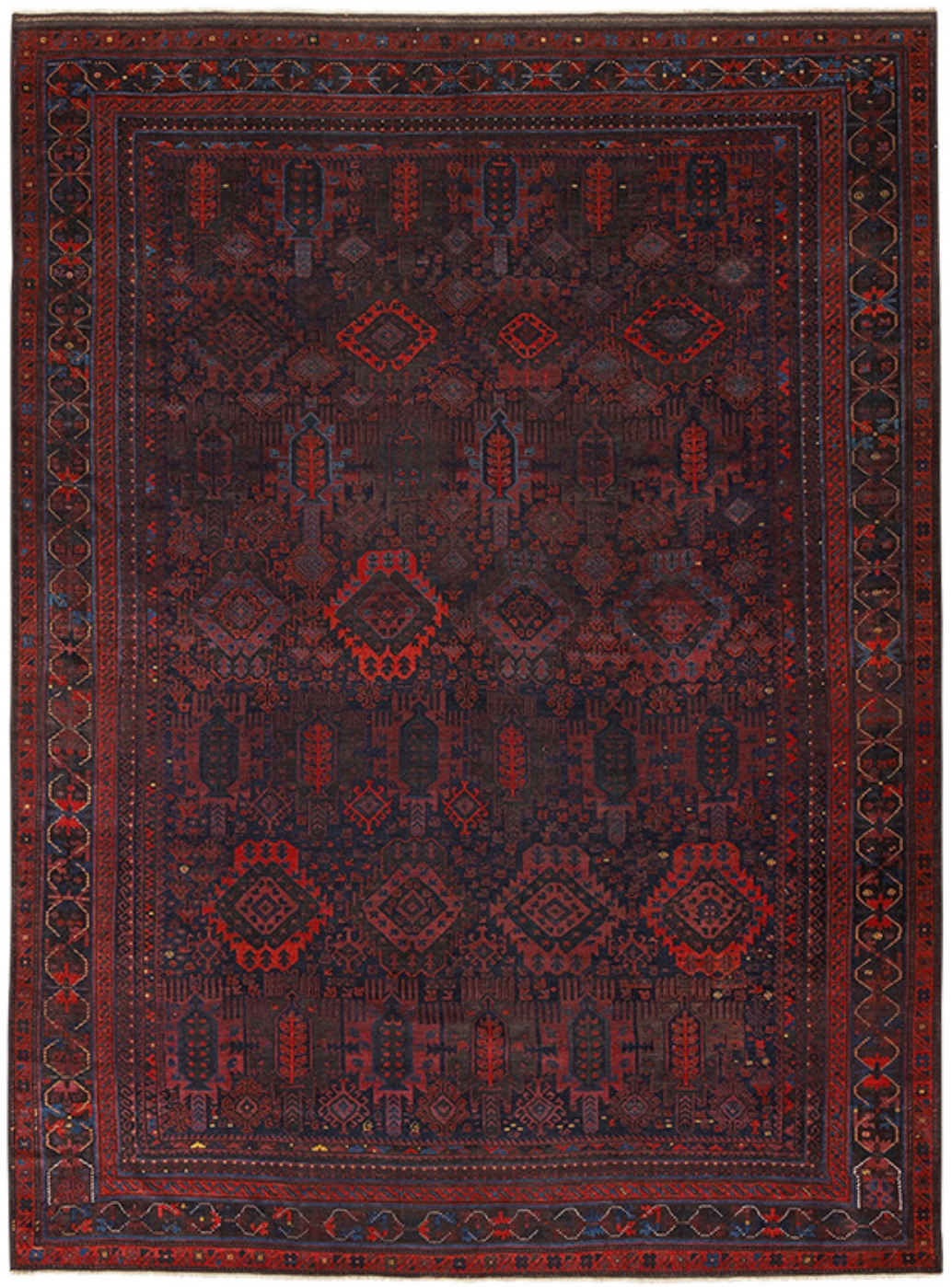
سجادة بلوشية ، منتصف القرن التاسع عشر
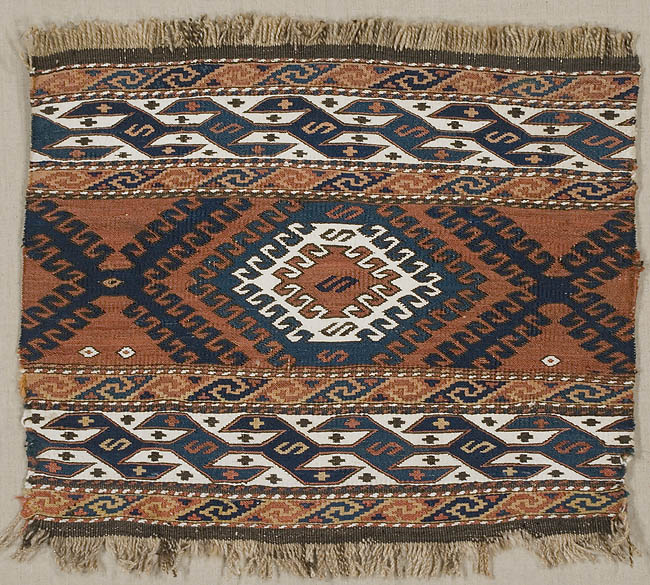
سجادة سوماك

## المنسوجات
- التطريز الفارسي
  - باتيه، تطريز على الصوف، بخيوط ملونة، معظمها من الحرير. يتم إنشاؤها في الغالب من قبل النساء. [3]
  - تطريز رشت
  - تطريز سيرمه
  - تطريز سيستان، استخدام خيوط باللون الأسود أو الكريمي أو الأبيض لتزيين الملابس أو الأقمشة الأخرى
  - الزردوزي، تطريز بخيوط معدنية مصنوعة من الفضة أو الذهب.[4]
- تطريز بلوشي
- الديباج، أقمشة منسوجة بطريقة المكوك، غالبًا ما تُصنع من الحرير الملون وأحيانًا بخيوط ذهبية وفضية.
- اللباد، وهو نسيج تقليدي شائع في محافظة كرمانشاه[5]
- Ghelimche [متکازین (گلیمچه)]، نسيج تقليدي منسوج آليًا
- غلامكار، نسيج مطبوع على شكل كتلة خشبية، يستخدم غالبًا في مفارش المائدة أو أغطية الأسرة.[6]
- خامة، حرير مطرز على قماش خام ملون، عادةً باللون الأبيض بالكامل.[7]
- جاجيم، نسيج ملون منسوج يدويًا، يوجد غالبًا في المناطق الريفية
- الترمة، قماش منسوج يدويًا، يستخدم غالبًا في مفارش المائدة، أو يُصنع منه شالات.[8]

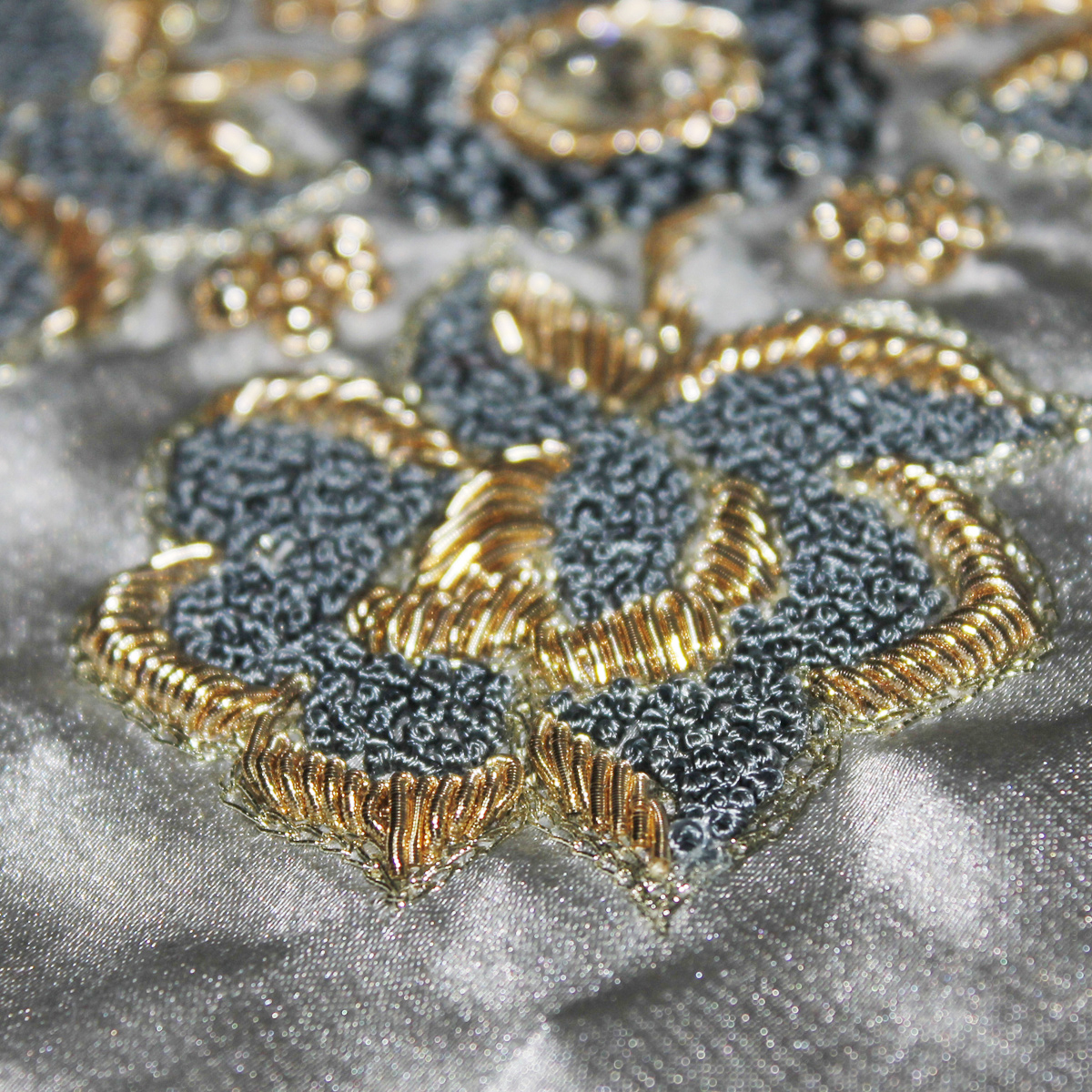
صورة مقربة لتطريز زاردوزي المعدني
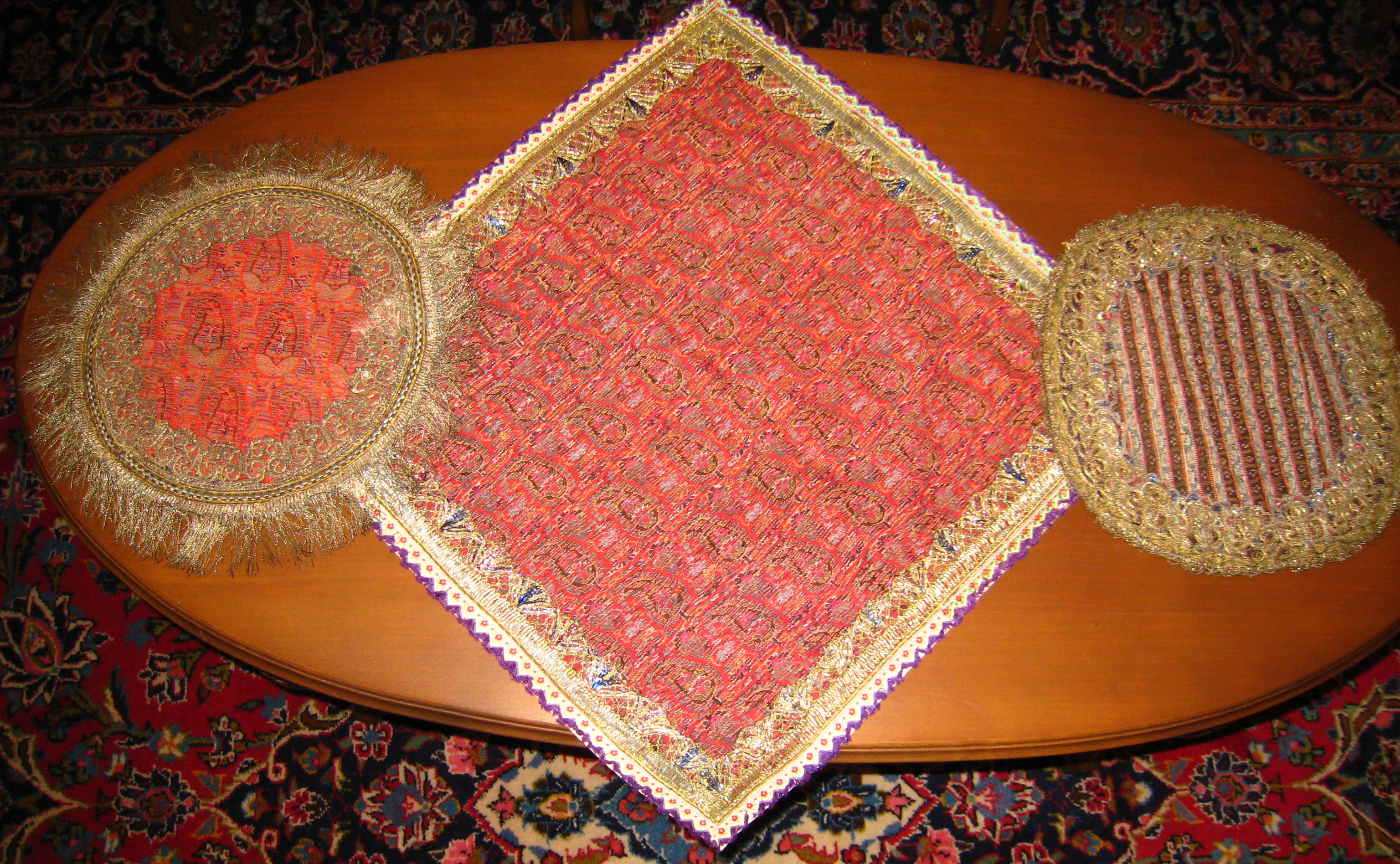
عينة من الترمه
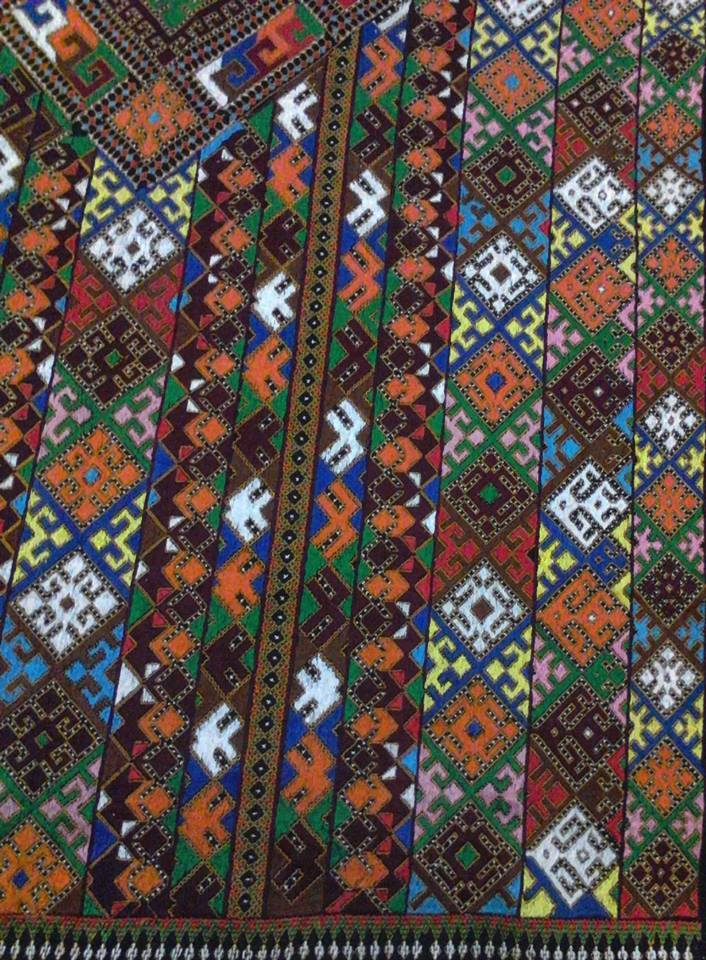
التطريز البلوشي الإيراني
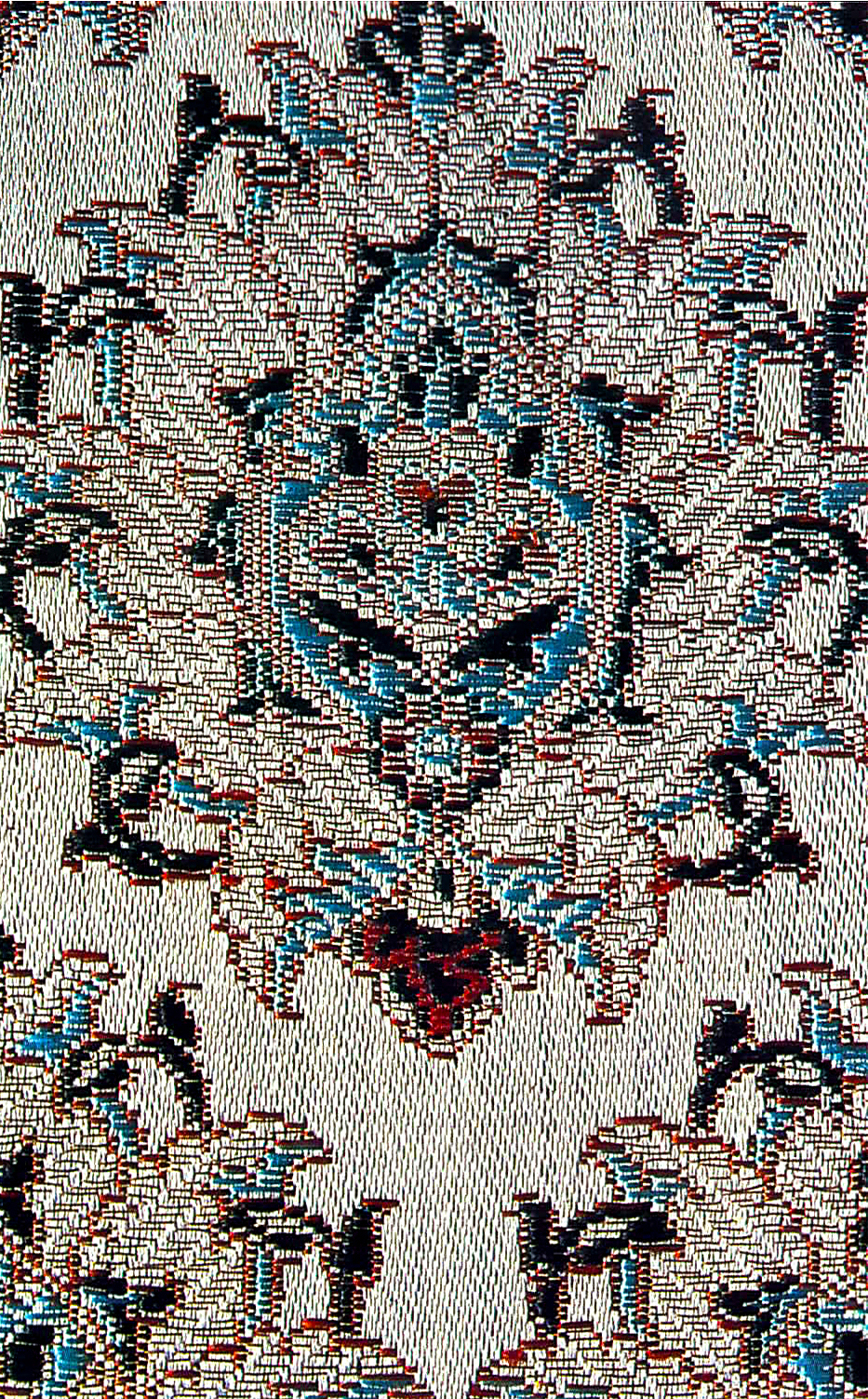
قماش بروكار حريري فارسي بخيوط فضية (بالفارسية: گلابتون )
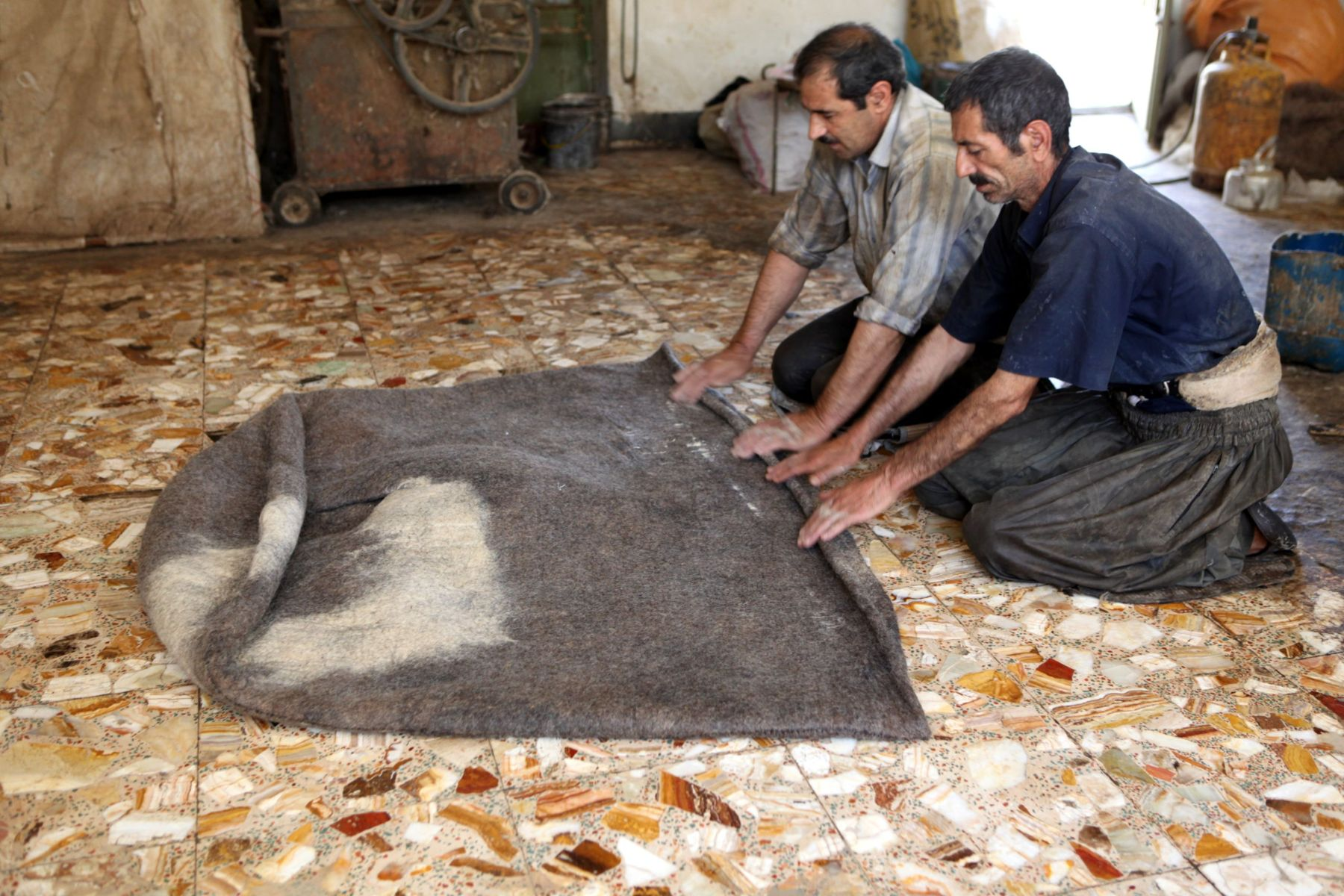
تلبيد بختياري في شهر كورد
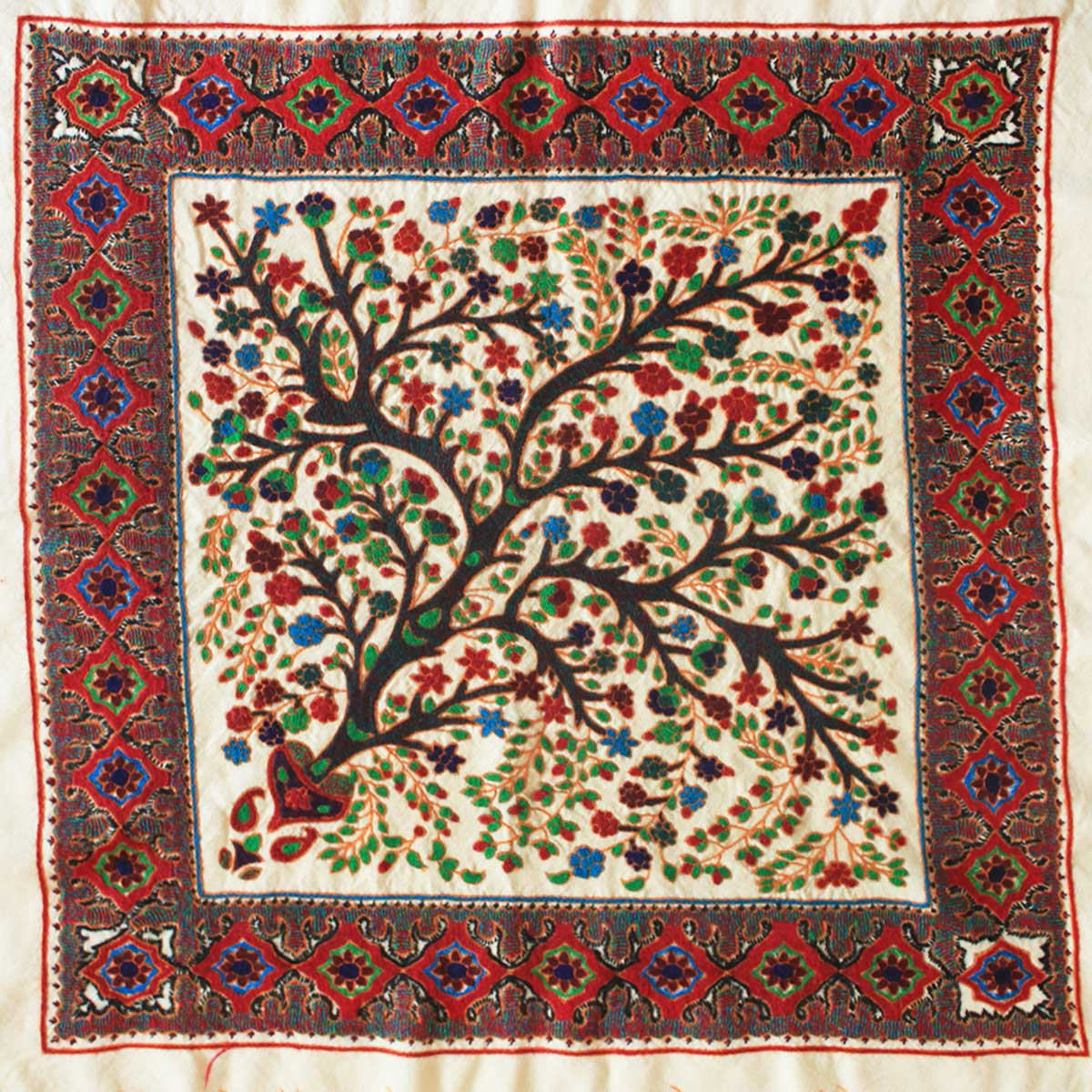
باتيه، تطريز على الصوف

## الأعمال المعدنية
- دوفاتجاري [9] [10]
- أعمال المينا (بالفارسية: ميناكاري)[11]
- النقش على المعادن (بالفارسية: غلامزاني)[11]
- العمل المفتوح ، أسلوب شائع في الأعمال البرونزية
- مطلي بالفضة
- التوريتكس (بالفارسية: غلام زاني)

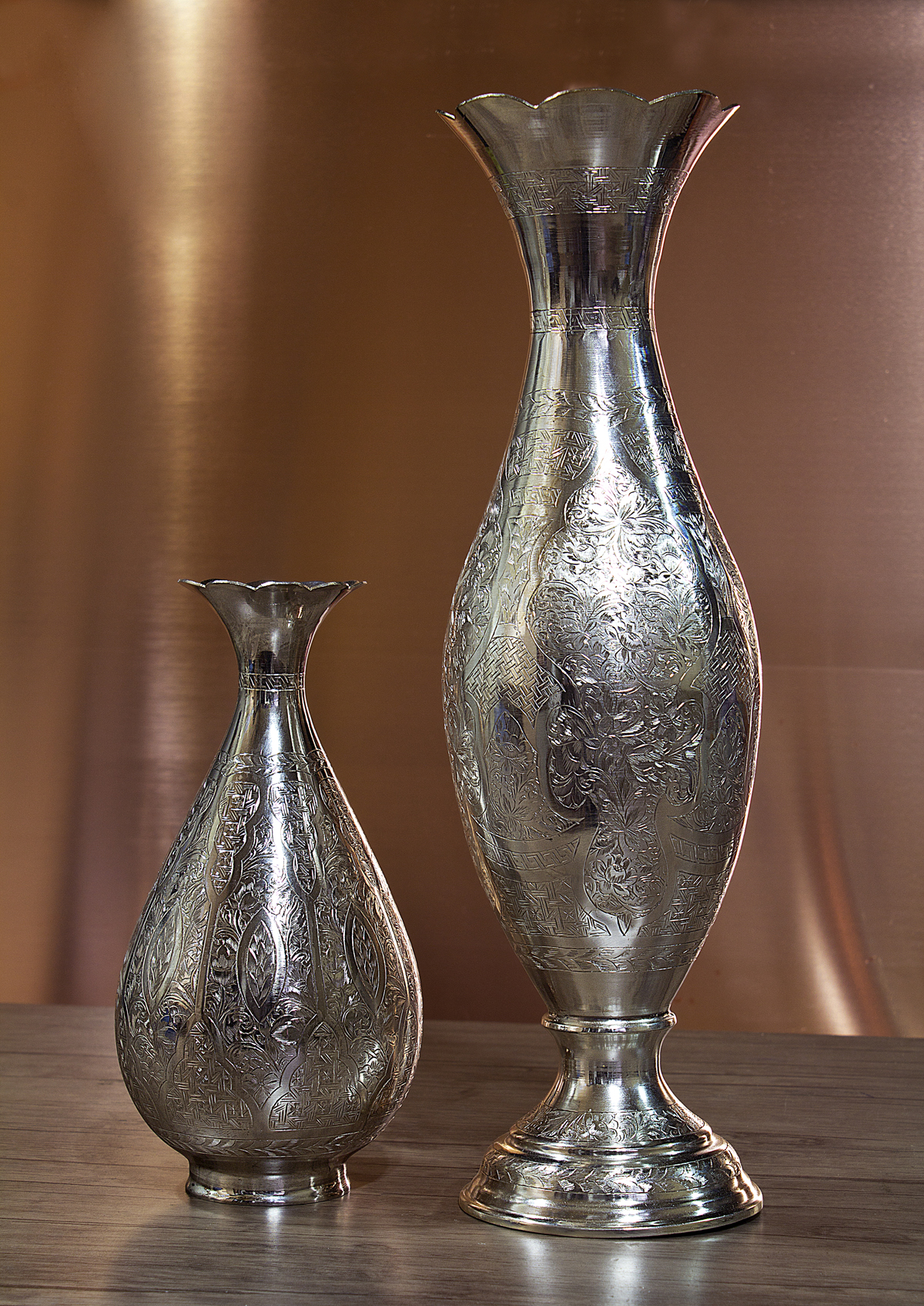
نحاس على طراز تبريز
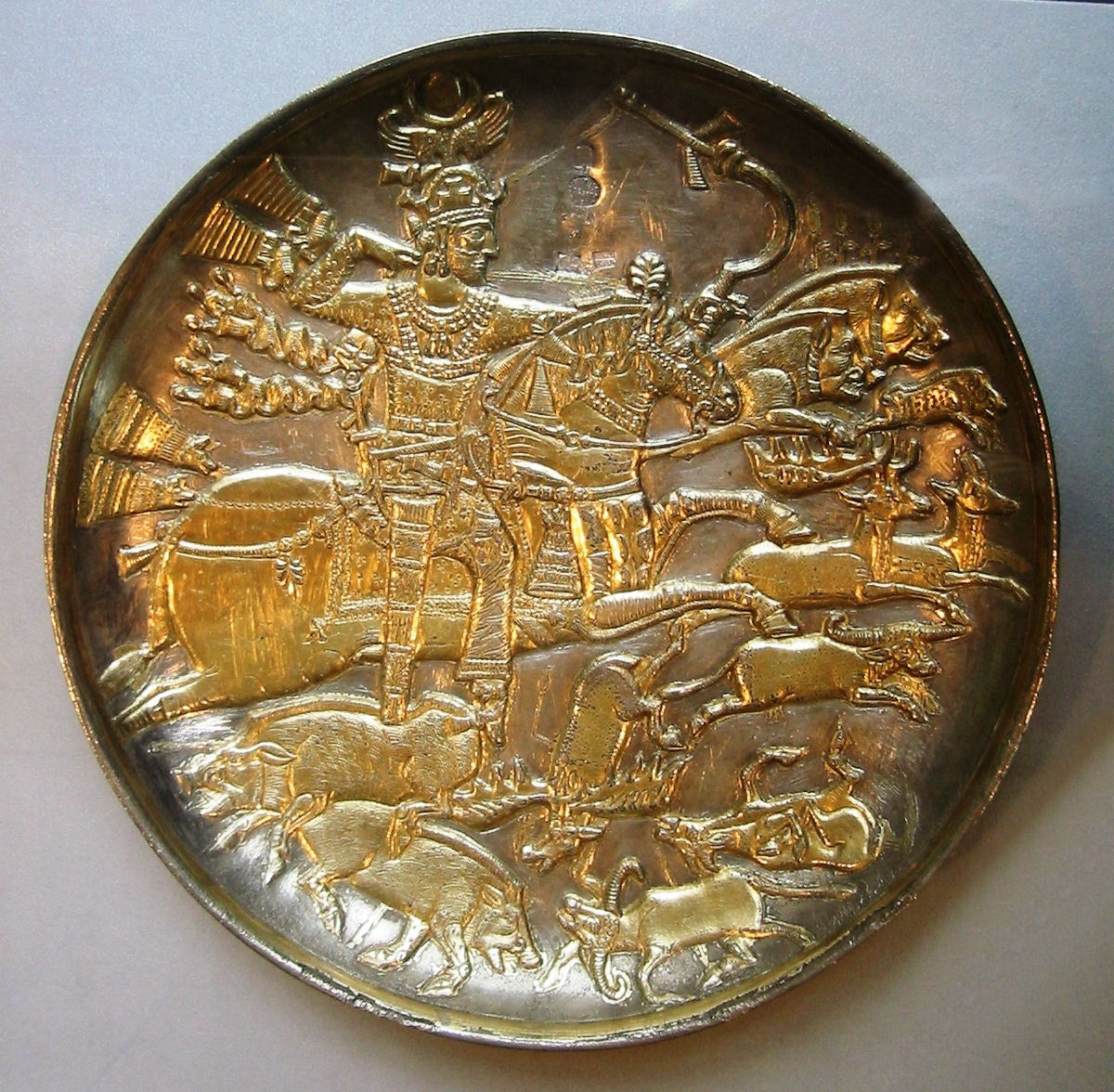
نقش معدني فارسي (مطلي بالذهب)، يصور شاه أنوشيروان
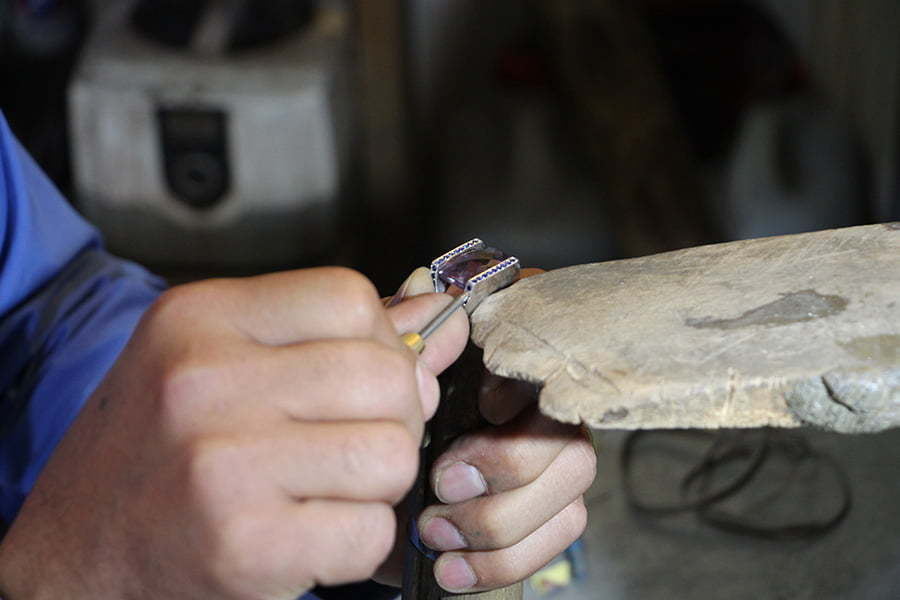
صناعة الخواتم في محافظة قم
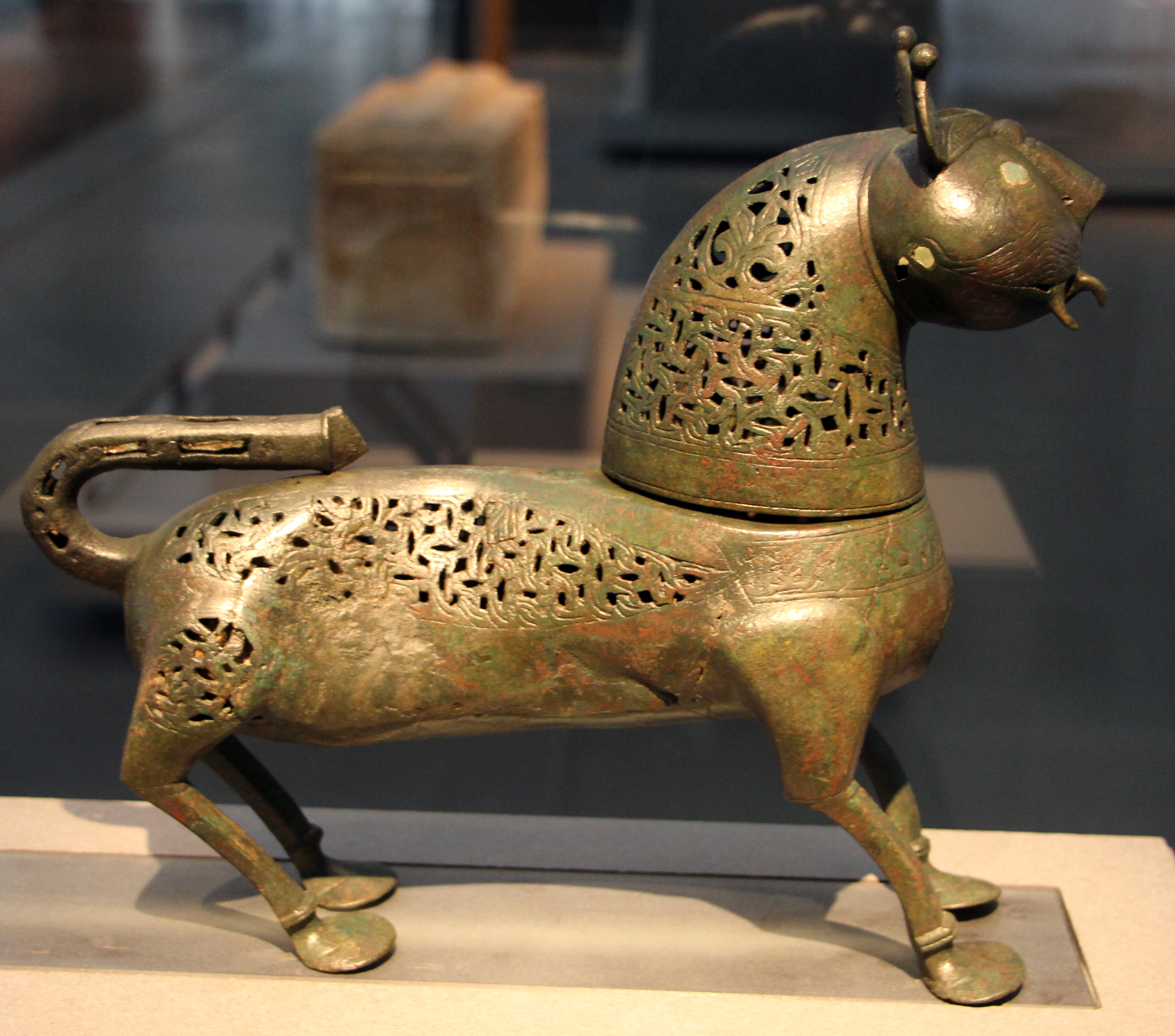
مبخرة معدنية مخرمة، حوالي القرن الحادي عشر
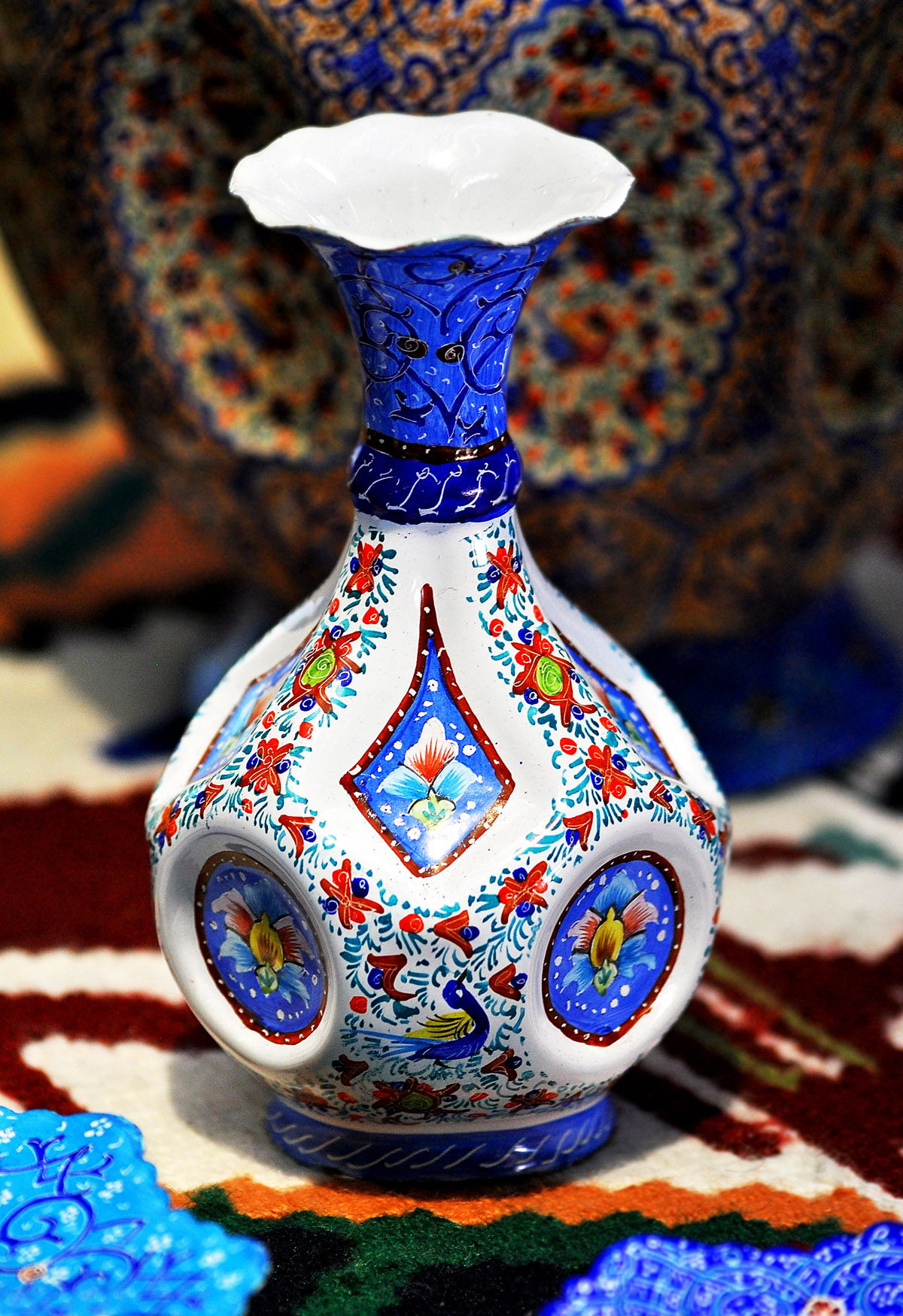
أعمال المينا
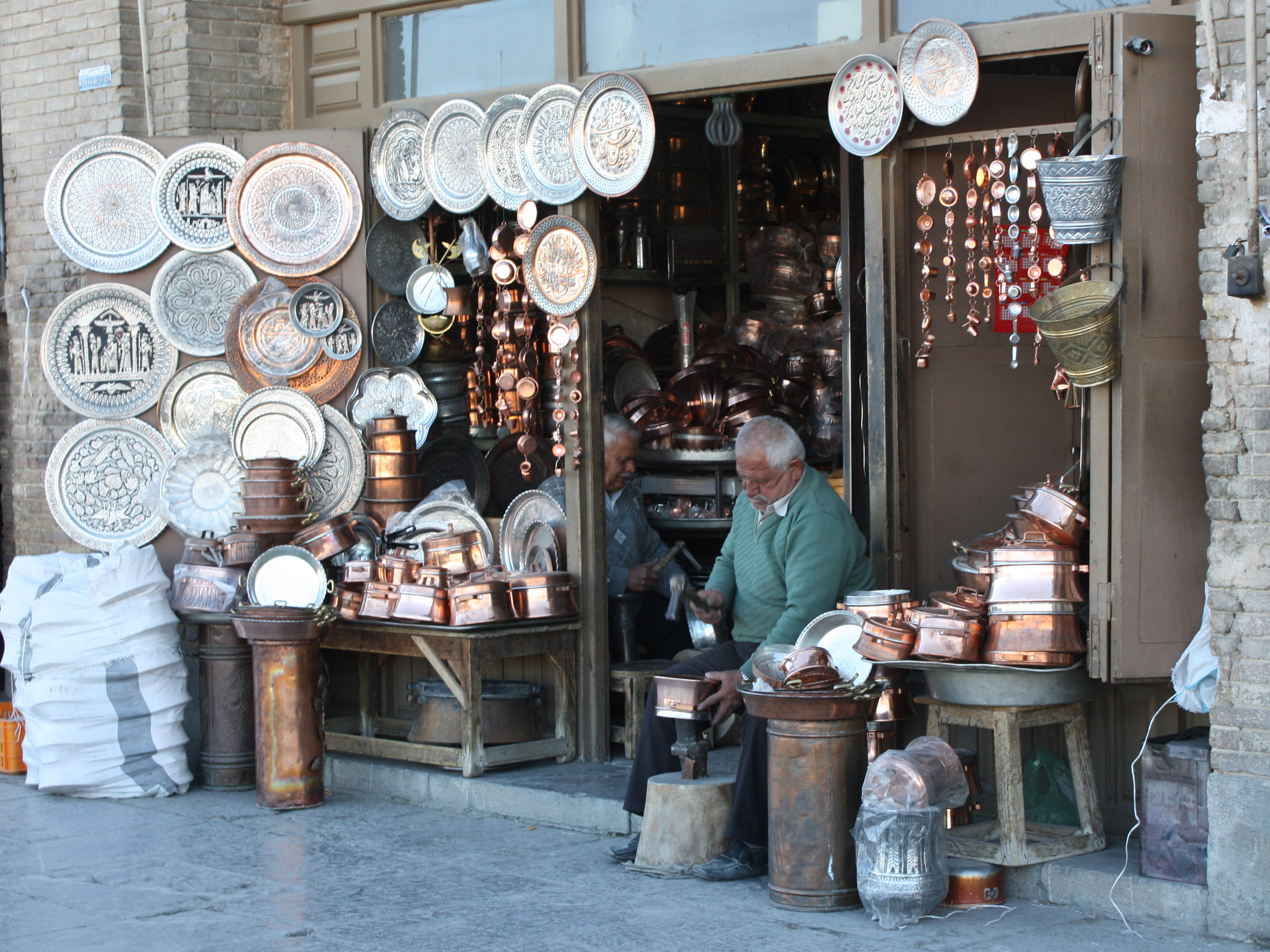
متجر لبيع الأعمال المعدنية

## أعمال النجارة
- الجيرة ، فرع من فروع العمارة التقليدية وأشرطة البلاط، غالبًا ما تكون مصنوعة من الخشب، ولكن في بعض الأحيان تكون مصنوعة من مواد أخرى.
- المورق (المعروف أيضًا باسم المورق)، وهو تطعيم تقليدي أو ترصيع بالخشب
- الخاتم ، الترصيع أو تطعيم الخشب باستخدام قطع صغيرة جدًا، غالبًا ما يتم تصنيعها في صناديق أو لتزيين السلع المنزلية [12][13]
- نحت الخشب

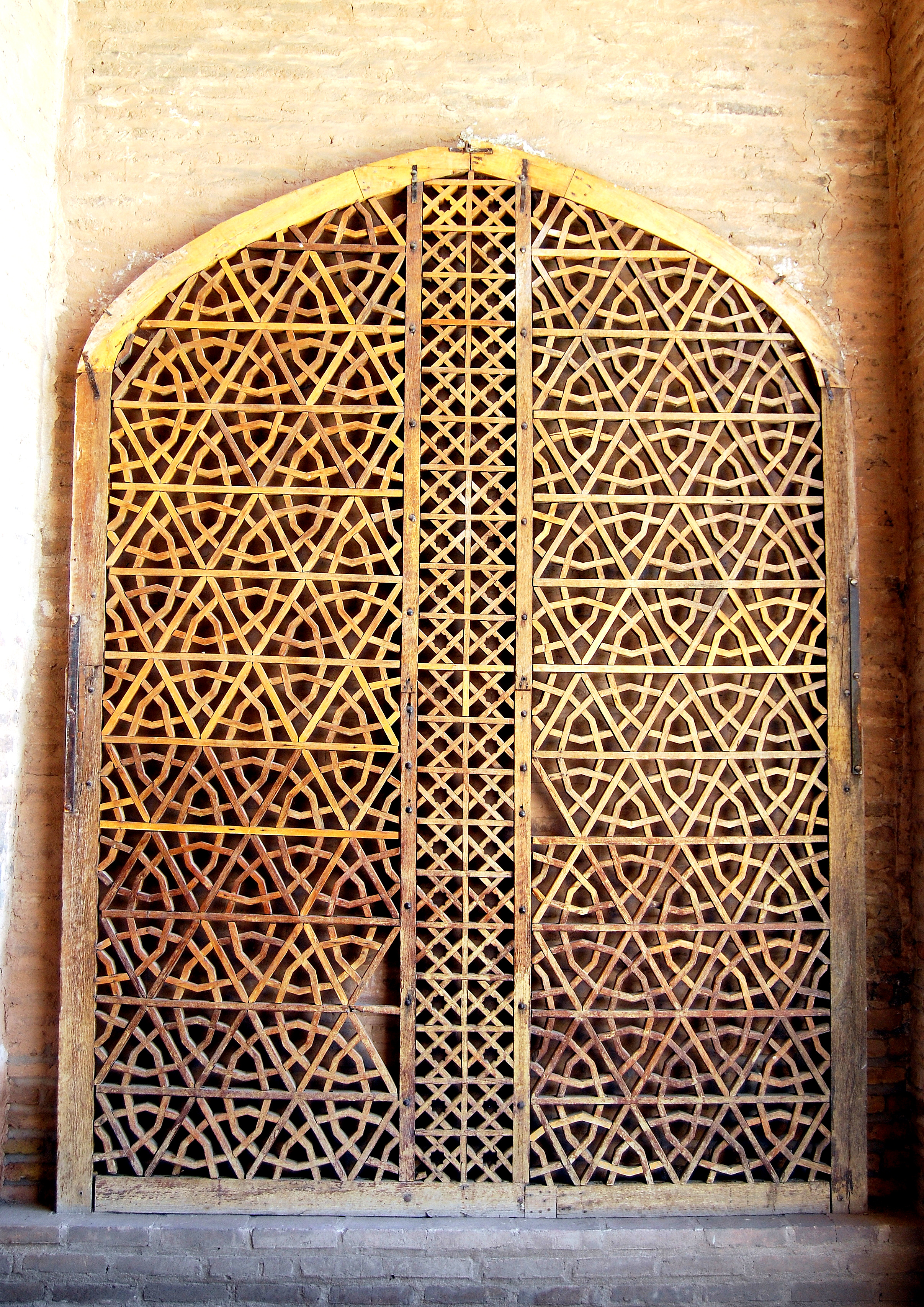
تم العثور على شاشة جيريه في نيسابور
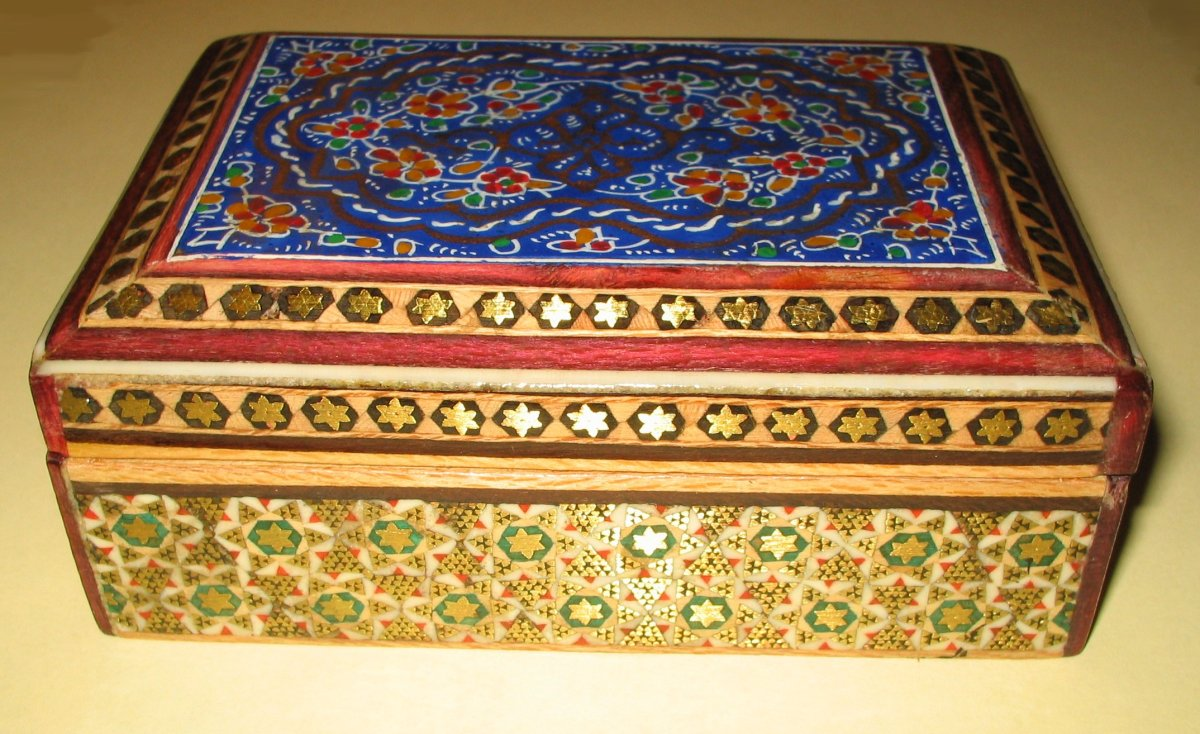
عينة من صندوق الخاتم
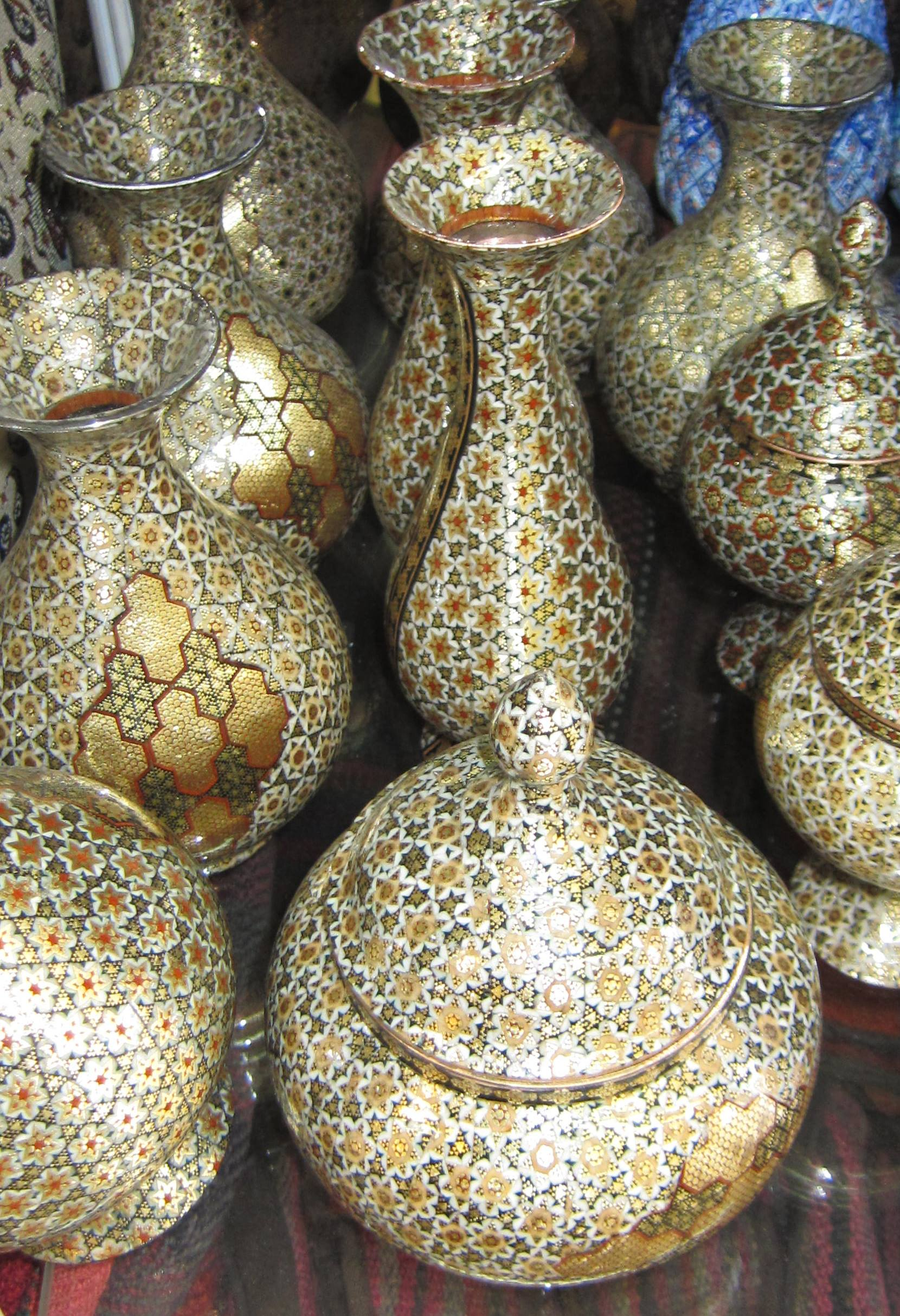
عناصر خاتم
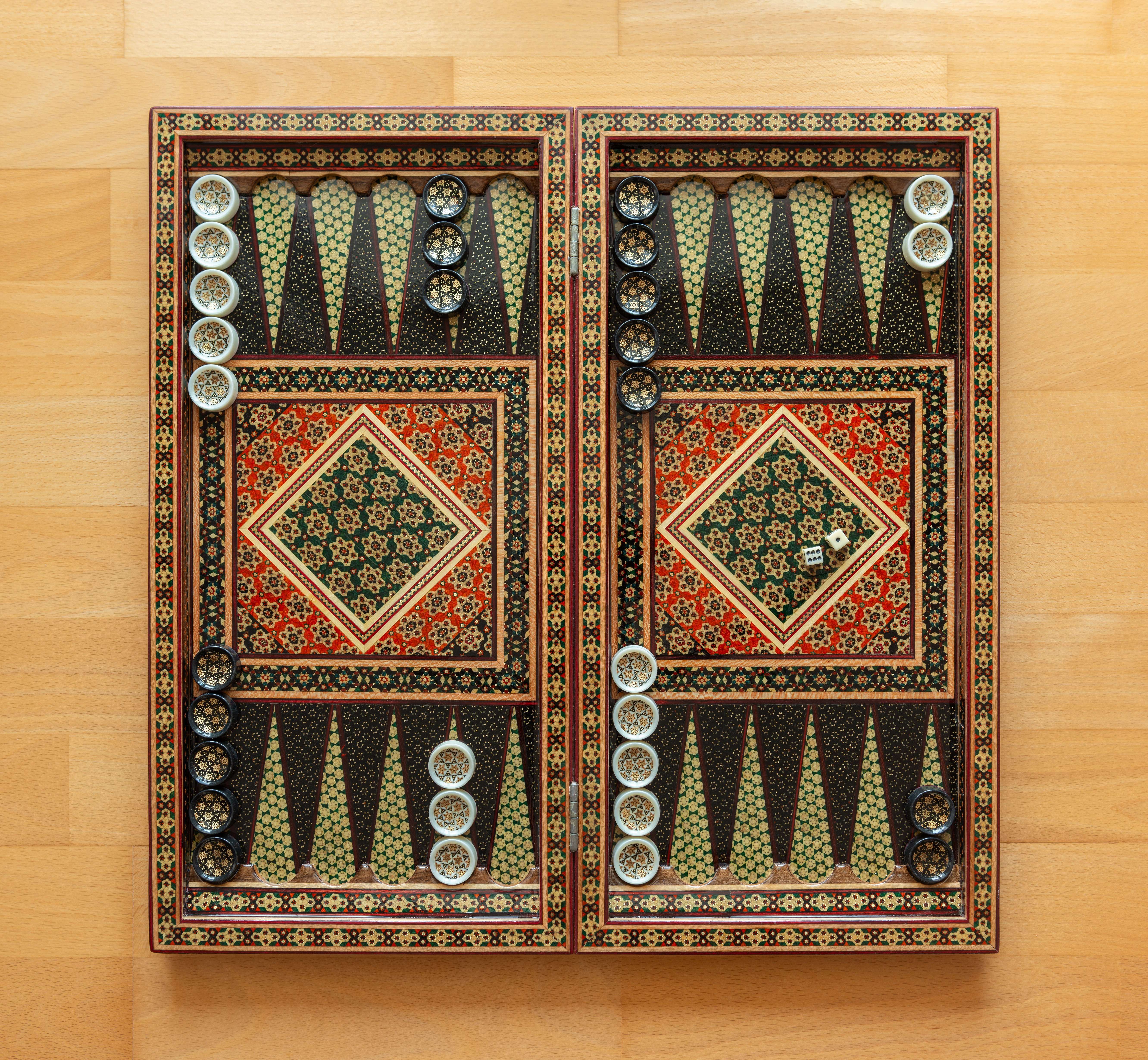
طاولة النرد ( النارد ) مصنوعة بتقنية الخاتم.

## الفخار والسيراميك
- خزف
- أواني فرتوار
- أواني جاروس
- أواني غومبرون
- أواني كراك
- أدوات كوباتشي
- الخزف اللامع
- أواني ميناي
- المورّا، بلاط الفسيفساء الخزفي التقليدي الذي طوره السلاجقة [14][15]

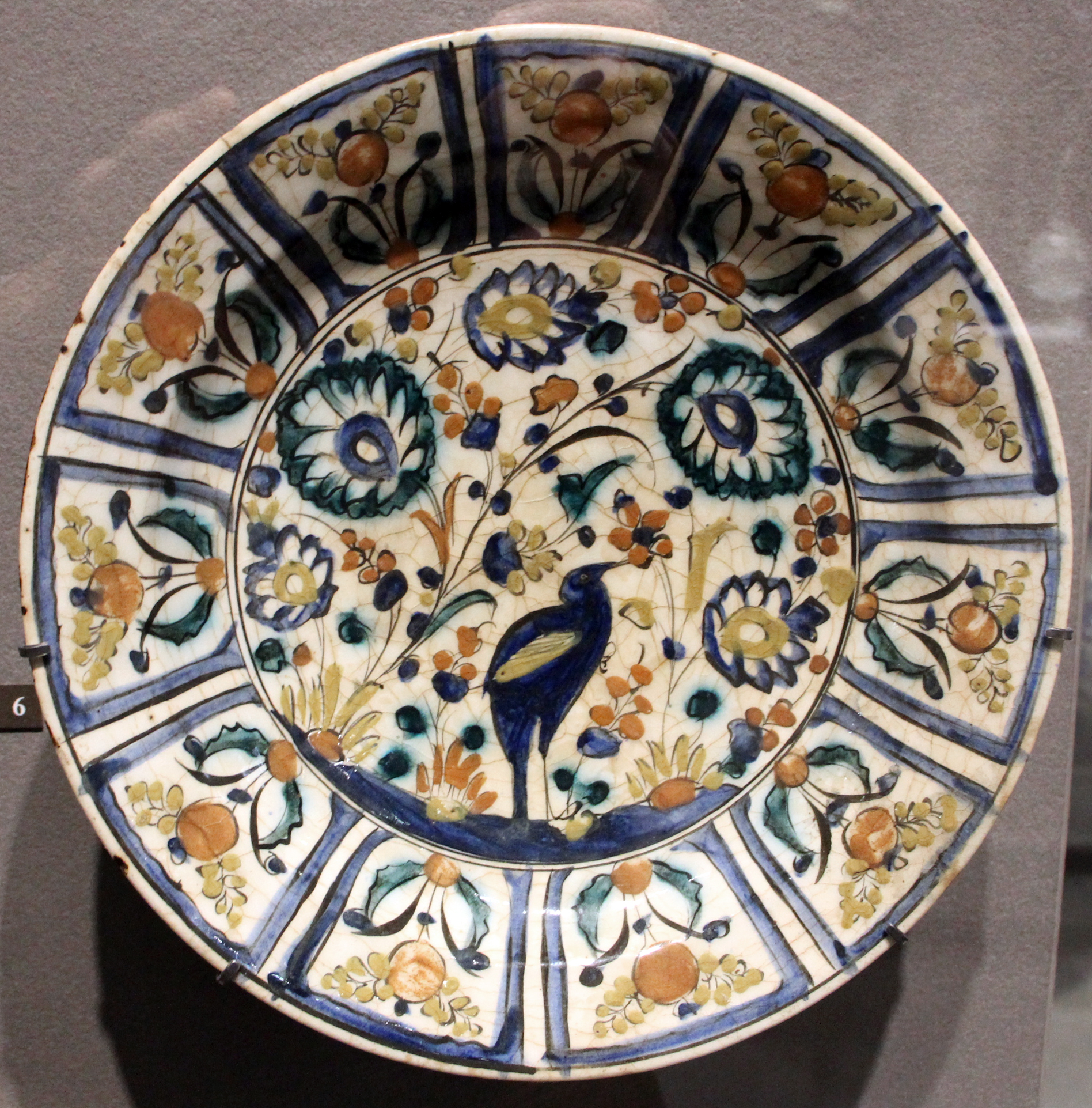
فخار الكراك الفارسي
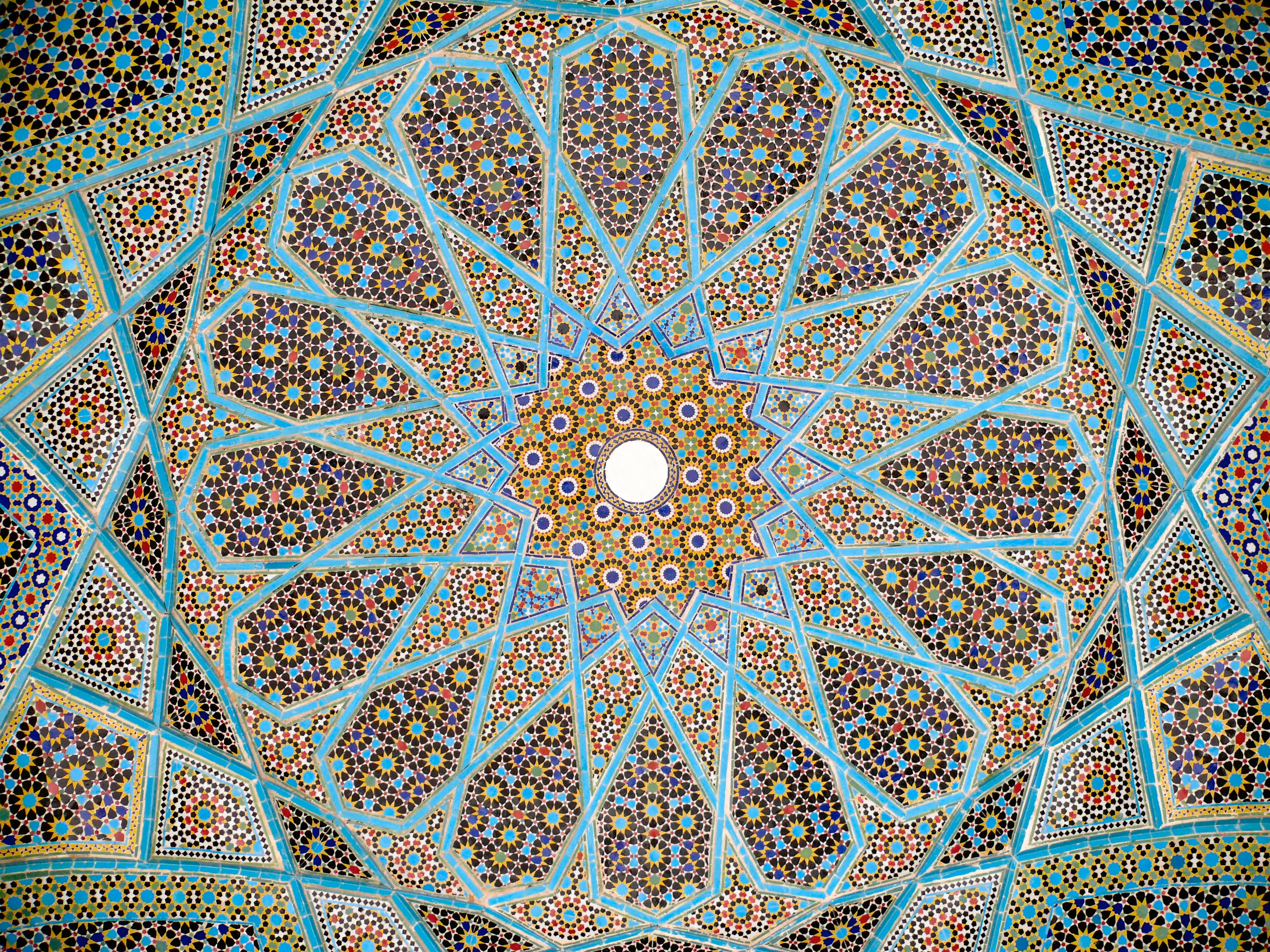
أعمال بلاط السيراميك المزجج، من سقف قبر حافظ في شيراز
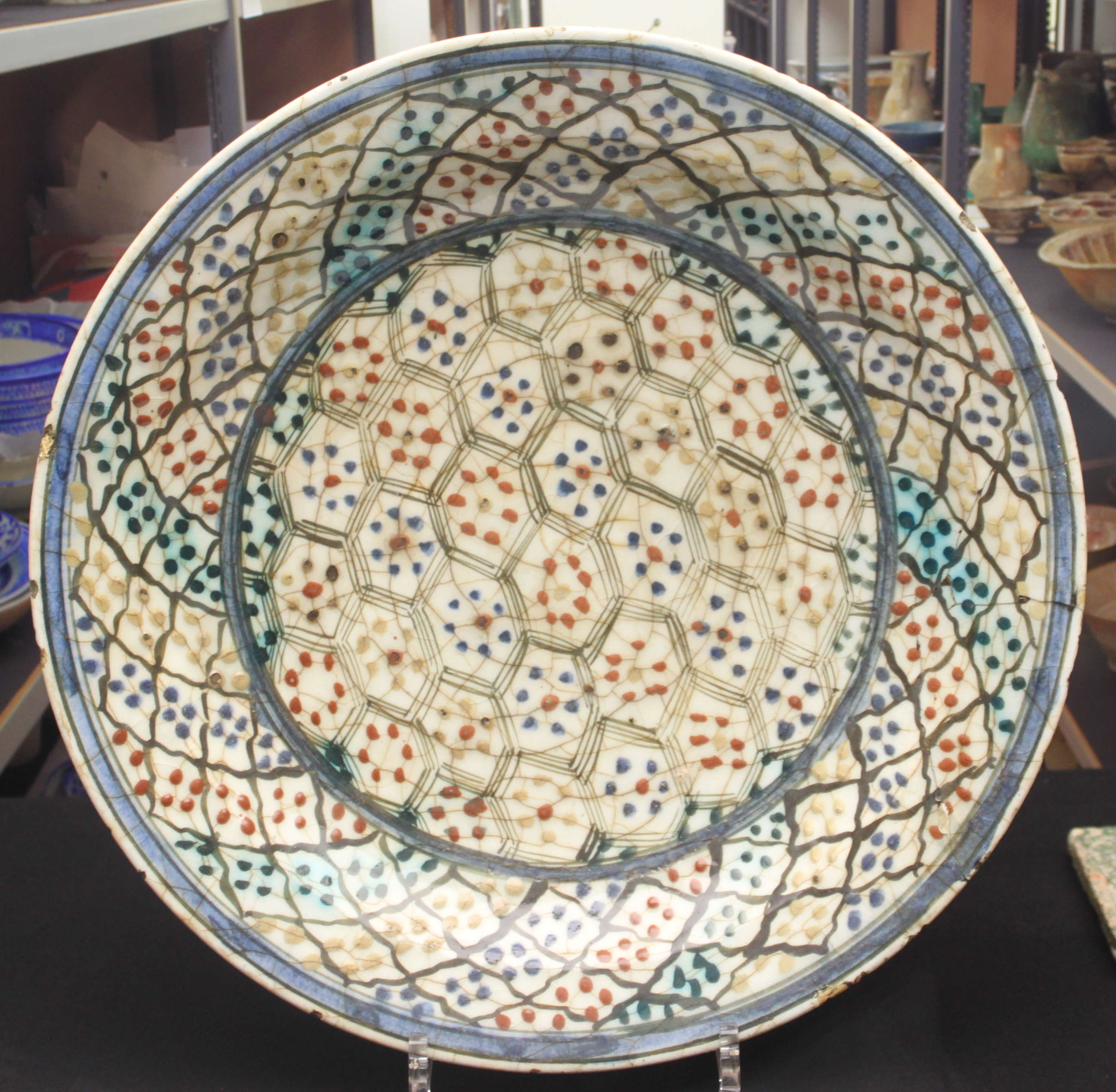
أدوات كوباتشي
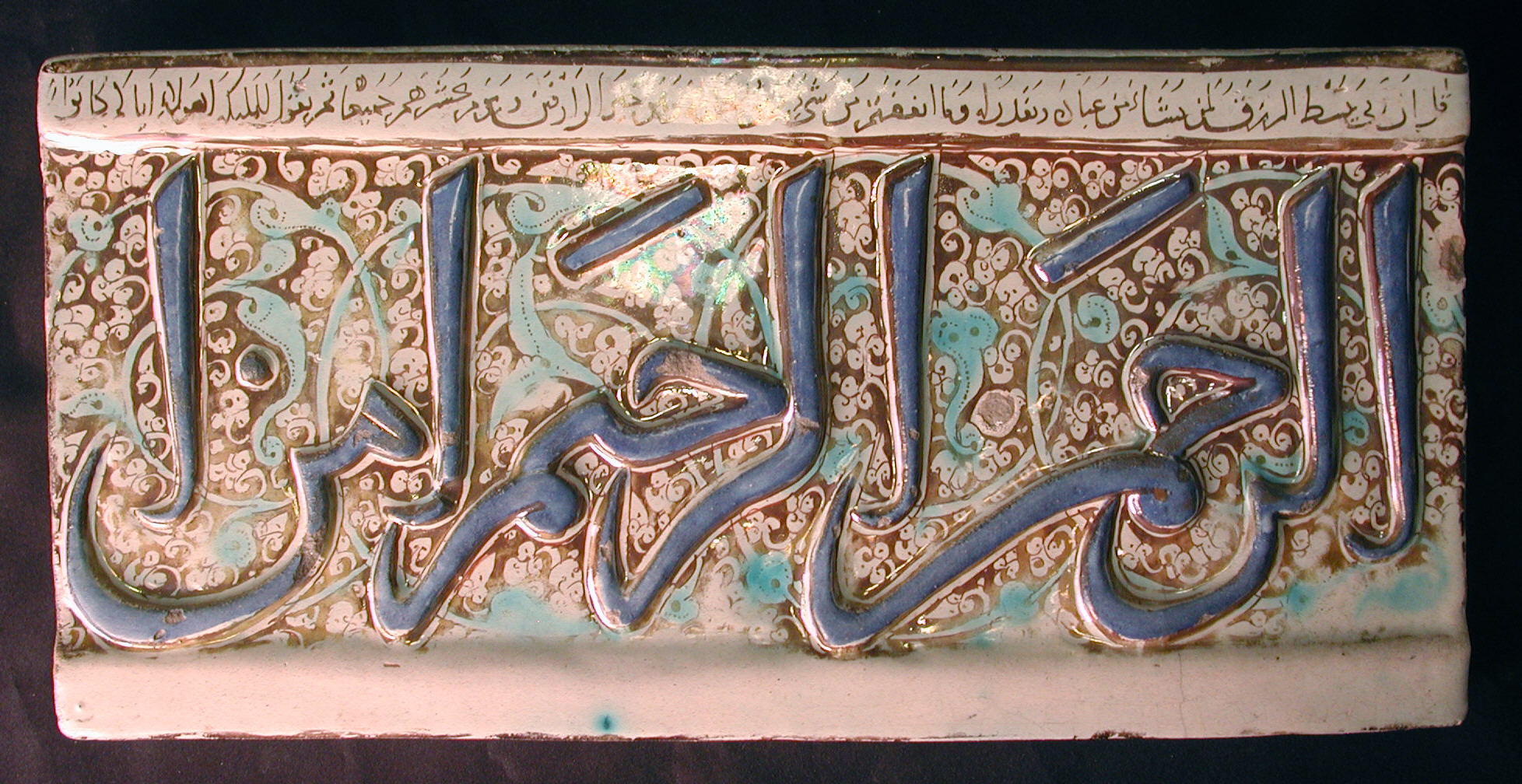
الخزف اللامع
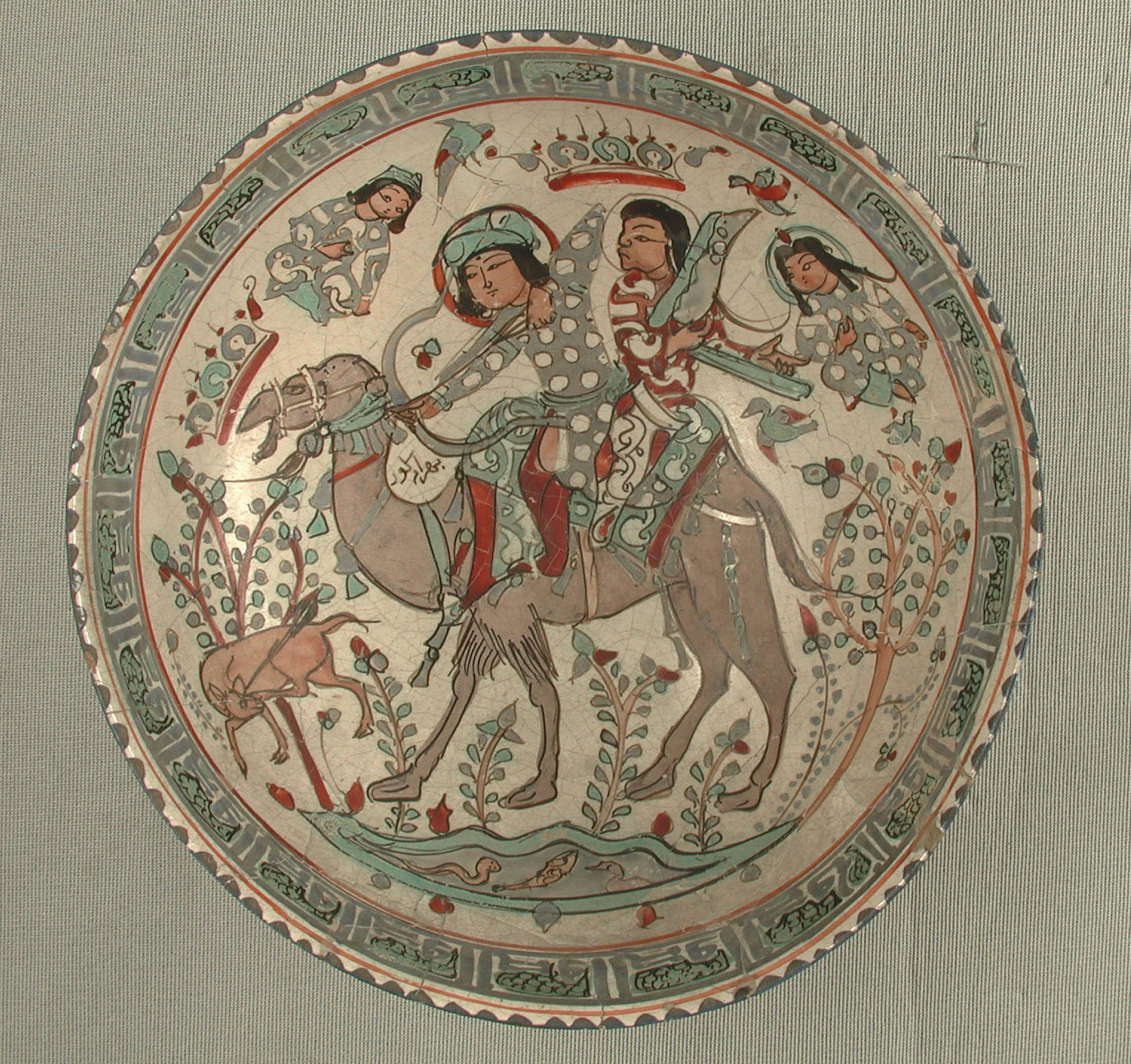
أواني ميناي

## الحجر والبناء والفسيفساء
- تشيق مادة بناء تُستخدم داخل جدران الخيام البدوية السوداء المسماة "سياه تشادر.

- نحت الأحجار الصلبة فن نحت الأحجار الكريمة وشبه الكريمة.

- النحت فن تشكيل المجسمات من المواد المختلفة.

- الزجاج المعشق زجاج ملون يُستخدم في الأعمال الفنية والديكور.

- فيروزكوبي إناء نحاسي يُغطى بترصيع من حجر الفيروز.

- الترصيع بالحجر تُستخدم أحجار مثل العقيق (الكارنيليان) والفيروز لصنع المجوهرات التقليدية.

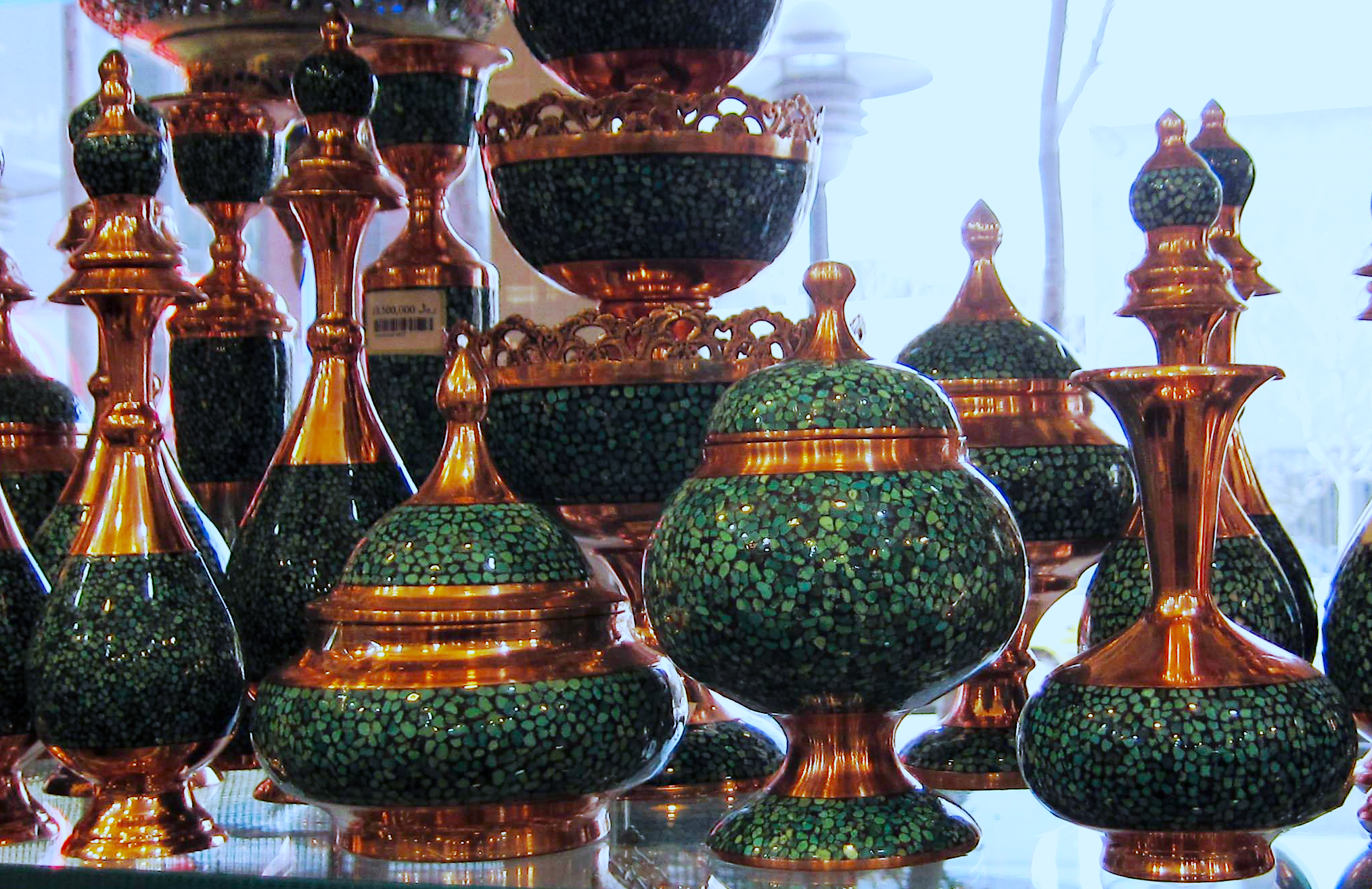
فيروزة كوبي أو تطعيم الفيروز الفارسي
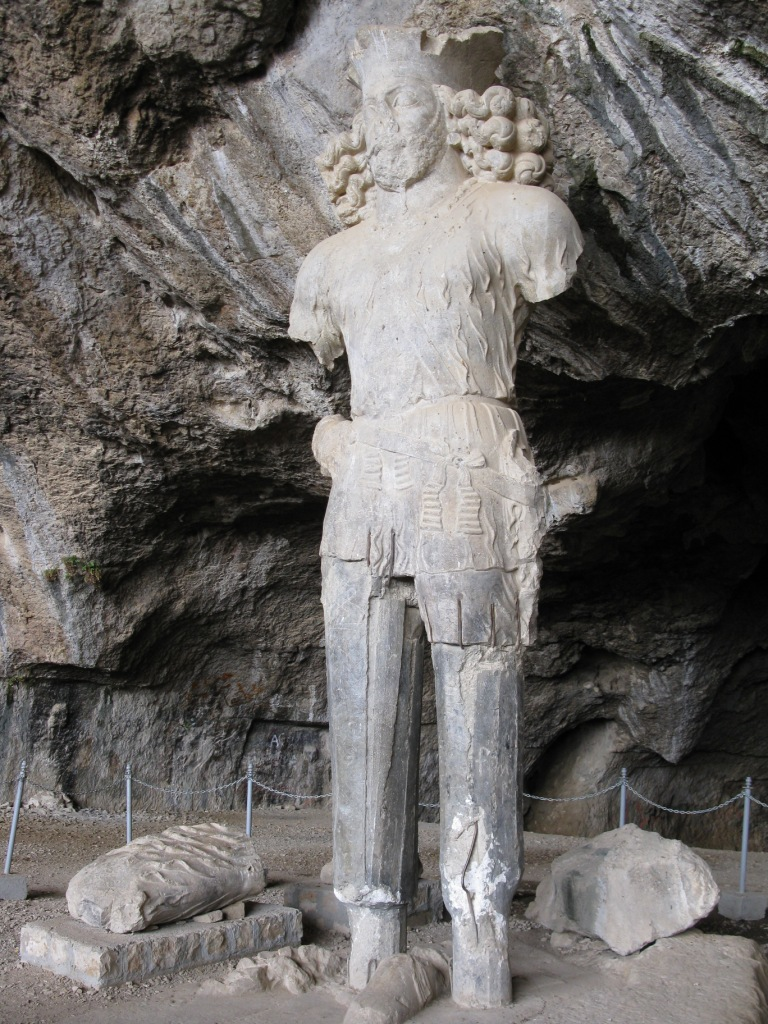
تمثال ضخم لشابور الأول ، مثال على نحت الحجر التقليدي
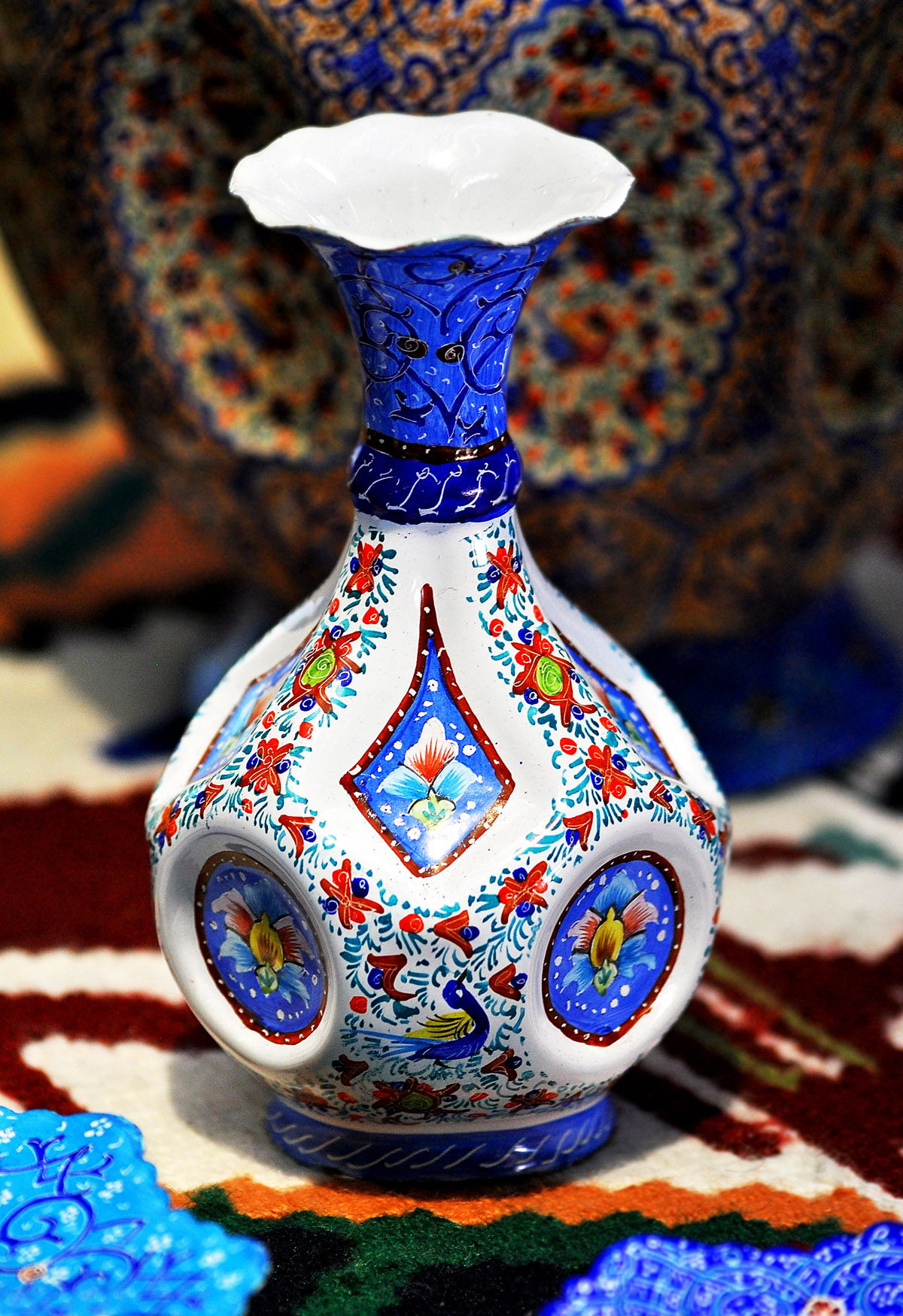
مزهرية مطلية بالمينا
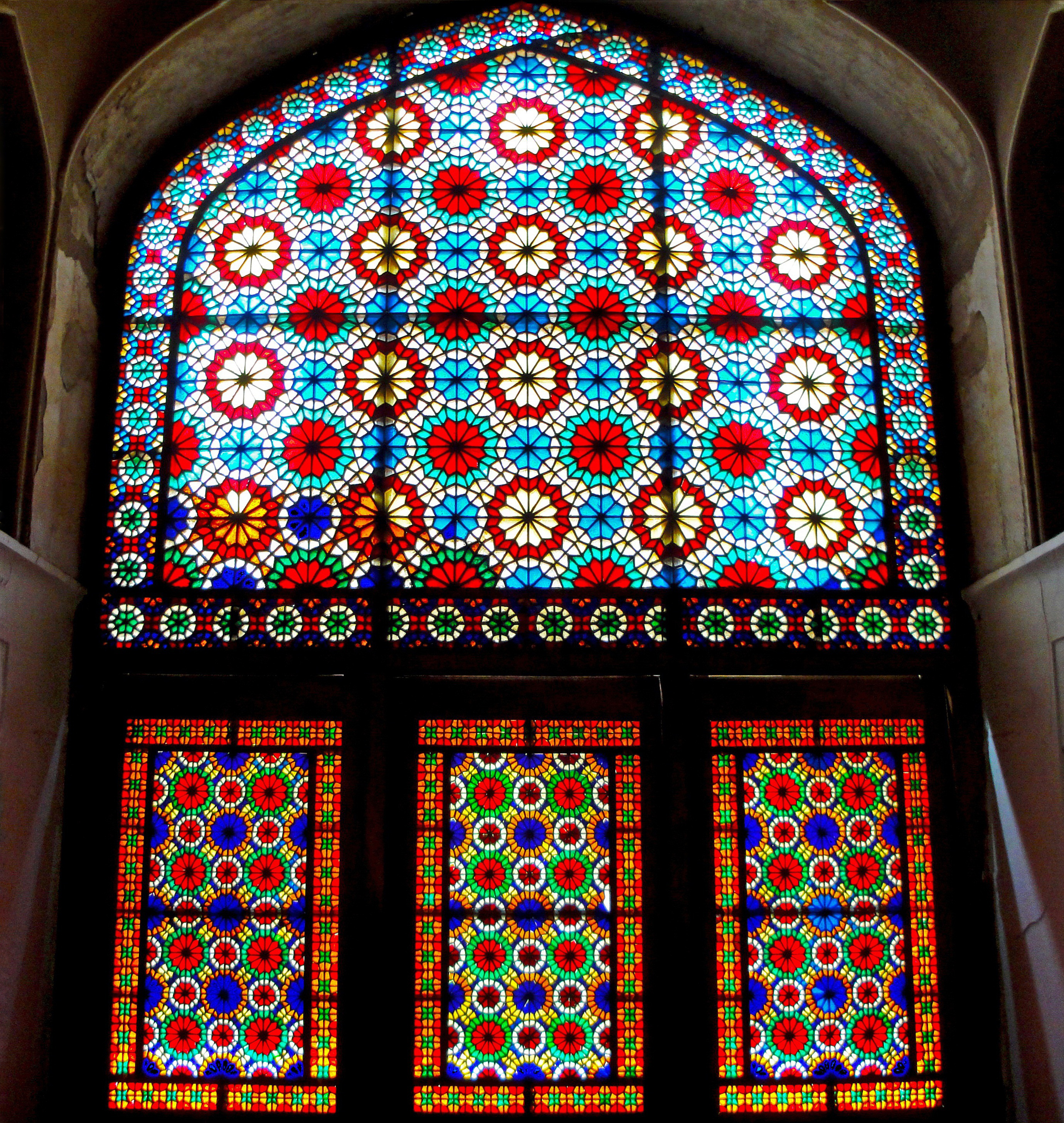

## الرسم والرسم والزخارف
- المنمنمات الفارسية
- الزخارف
  - بوتا (زخرفة)، نمط زخرفي
  - Gol o Bolbol [گل_و_مرغ]، نمط من الزخارف الزهرية والطيور
  - بيزلي (تصميم)، نمط الزخارف
  - سيد الحيوانات
  - الأسد والشمس
- مخطوطة مزخرفة
- Tashir (craft) [تععیر] ، تقنية التذهيب والرسم[16]

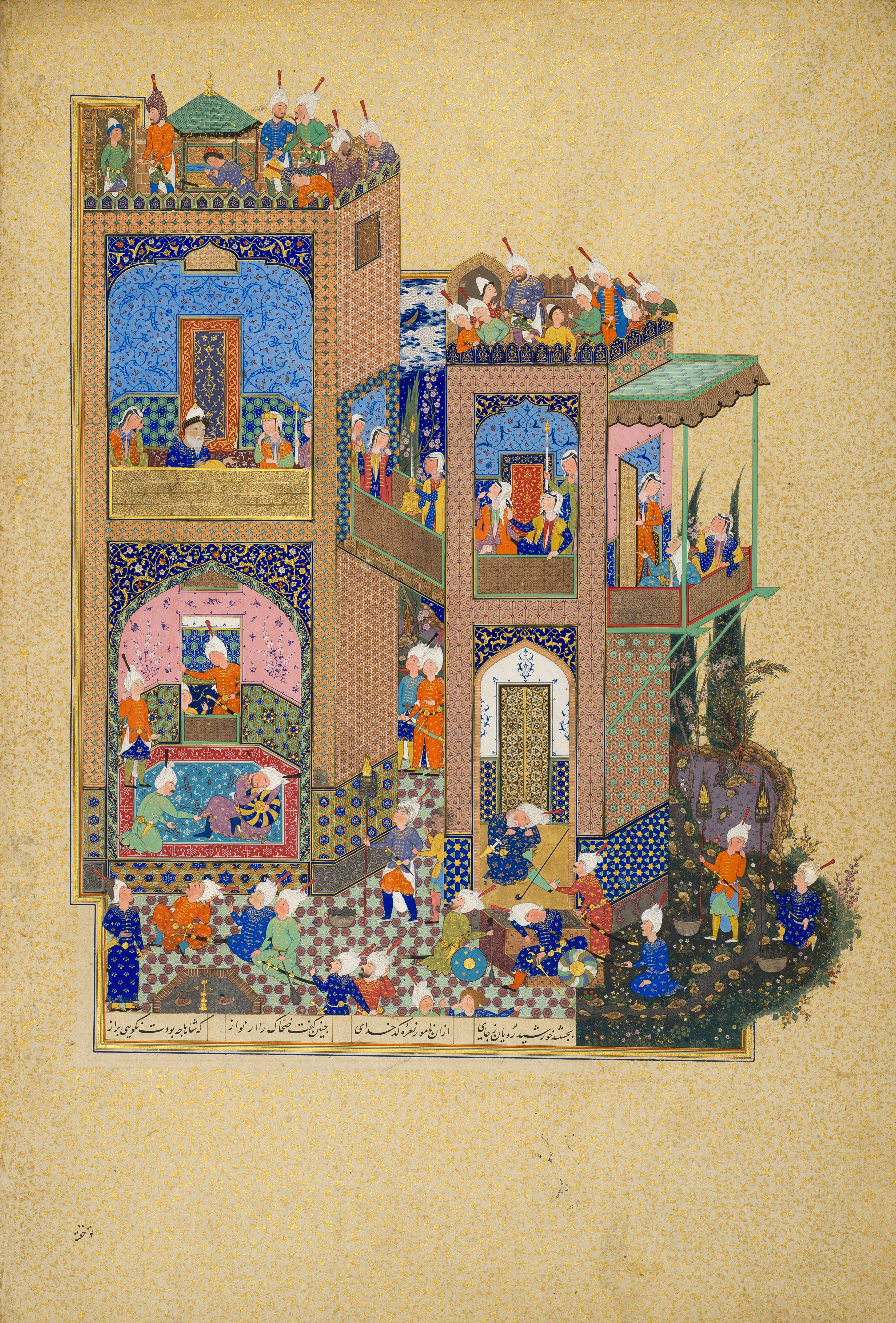
مثال على المنمنمات الفارسية، "كابوس الضحاك" (حوالي 1525-1535)
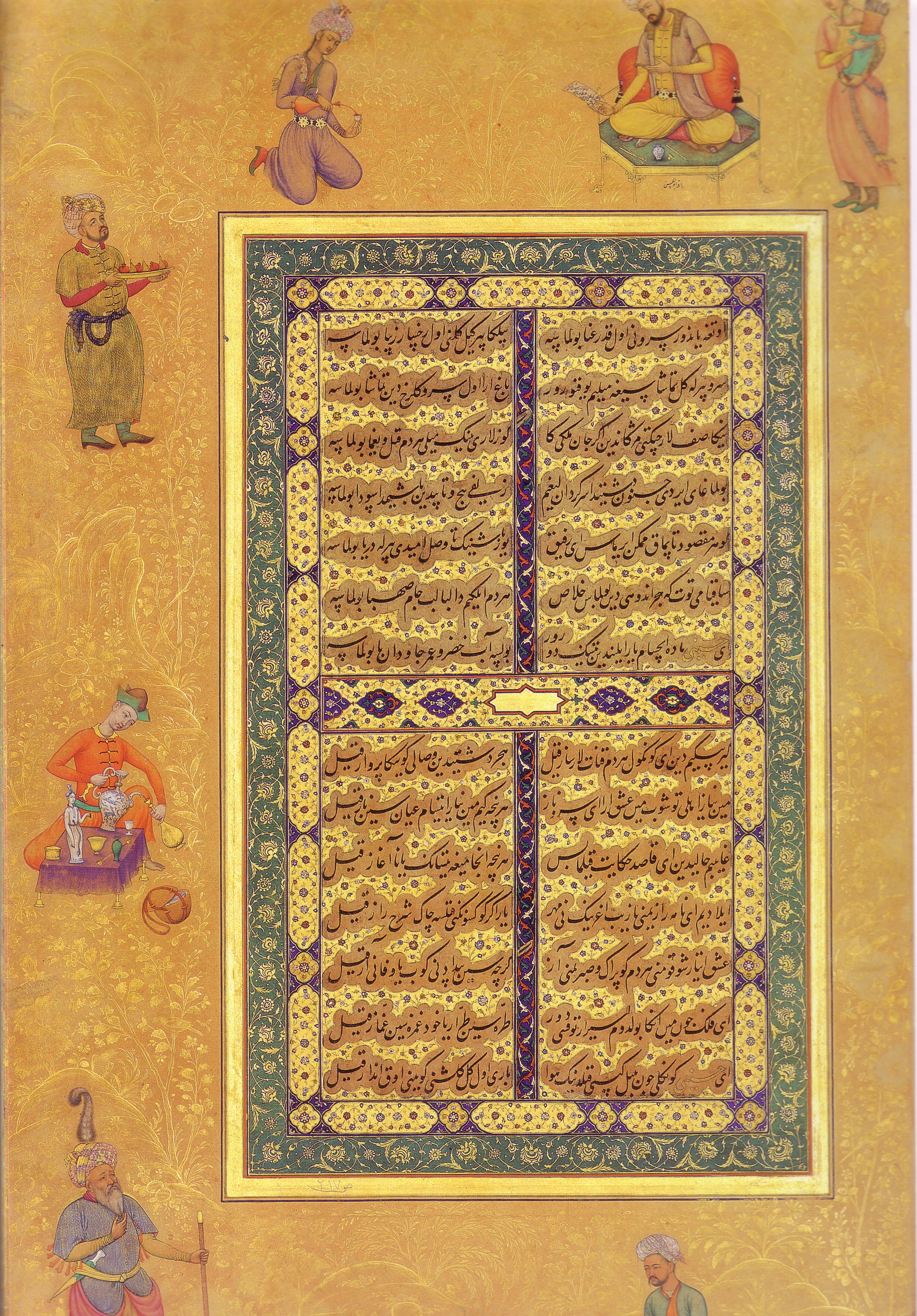
مثال على تاشير
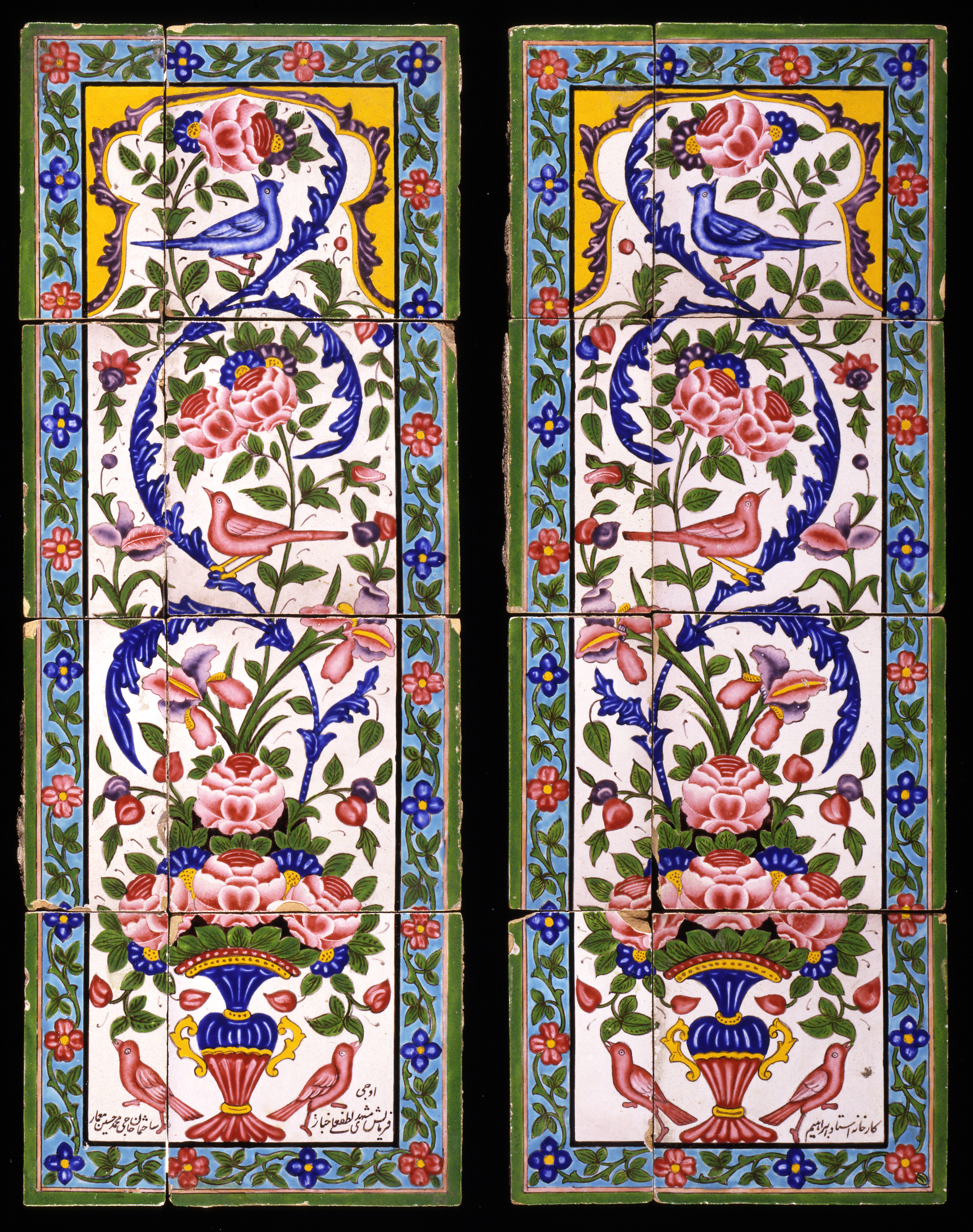
زخرفة غول أو بلبل على بلاط الفخار، من العصر القاجاري
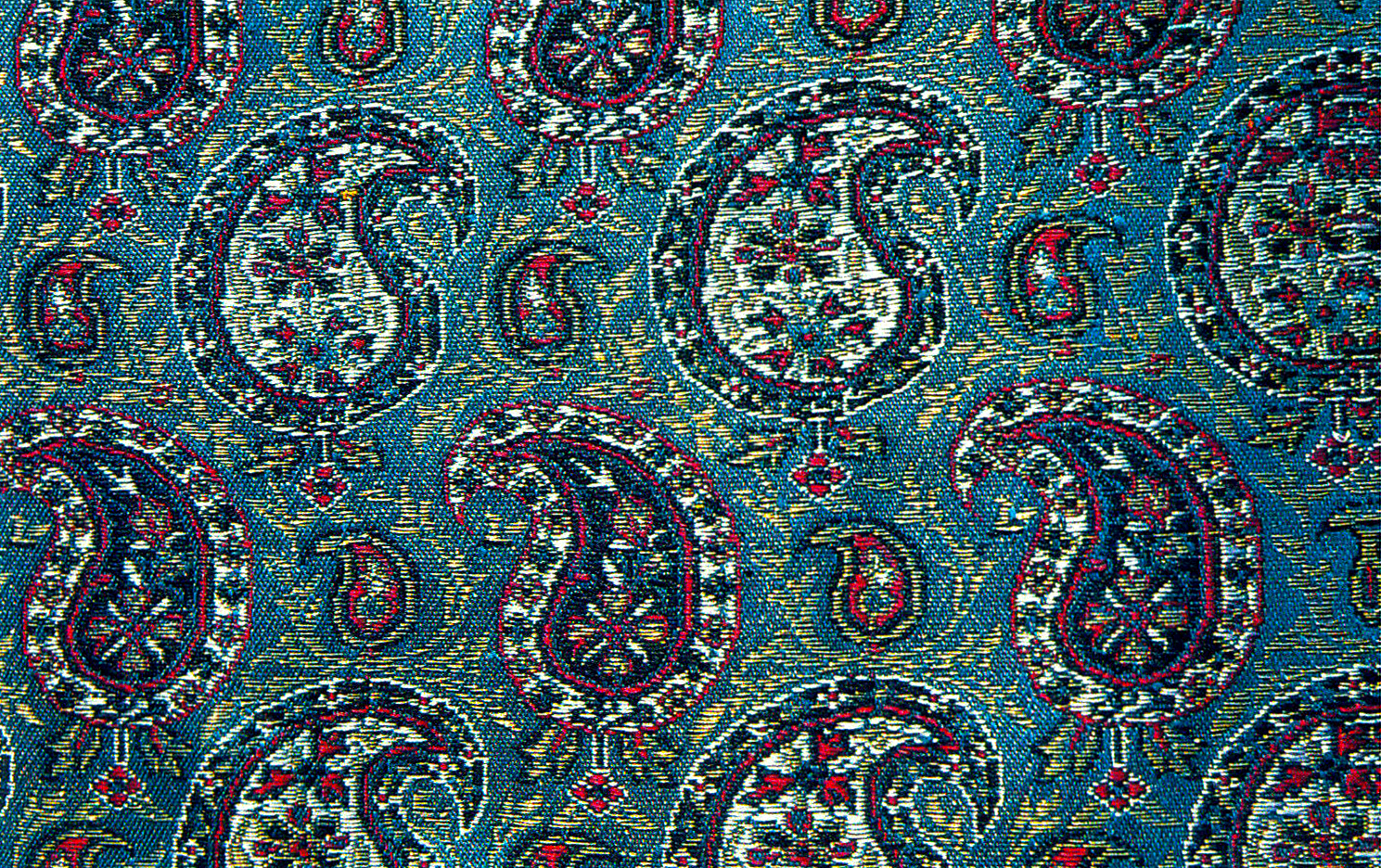
ديباج حرير فارسي بخيوط فضية وذهبية، بنقشة بيزلي

## أماكن في إيران للعثور على الحرف اليدوية
- البازار الكبير، طهران
- بازار وكيل، شيراز
- بازار بزرك، أصفهان
- بازار تبريز الكبير، تبريز
- معبد النار في يزد.

## روابط خارجية
قالب:Decorative arts